# トルコ料理
トルコ料理（トルコりょうり）は、トルコのトルコ民族の郷土料理であり、世界三大料理の一つである。

## 定義
定義として、
- 中央アジアの食文化である羊を中心とした肉料理である。
- ヨーグルトやナッツ類を料理として使う。
- 黒海、地中海などの海産物を利用する。
- 冷菜には地中海周辺で取れるオリーブ・オイルを使用する（温菜にはバターが好まれる）
- アラビア周辺から広がった小麦粉とアジアの主食である米の両方を使う。

など、東西の食文化を融合させた多彩な素材・味・調理法を持つことが挙げられる。

## 特徴
トルコの国内でも地域ごとに異なる特徴をもつ郷土料理もあり、例えば、北部黒海沿岸地域ではトウモロコシやアンチョビをよく使い、南東部ではトウガラシの風味が強いケバブ類を発展させており、西部では、特産のオリーブ・オイルの風味を活かした料理が多く、中央部の中央アナトリア地方では、パスタ料理が名高い。
トルコの伝統料理ケシケキ（麦1カップ、鶏ささみ肉2~3本を裂き、水たっぷりに、塩を入れた麦粥を潰し、そこに30～50gのこがしバターをかけた物）は、ユネスコの無形文化遺産に登録されている。
肉類は鶏肉の他牛肉や羊肉を使うのが一般的である。また味付けには砂糖も使う場合がある。

## 他国料理との関係
トルコ料理は、中央アジアに広がるトルコ民族の伝統料理の要素と、ギリシャ、グルジア、シリア地方の料理の要素とが混ざり合って独特の発展を遂げた。トルコ民族は、中央アジアからアナトリア半島へ移動した歴史があり、また、14世紀から20世紀の初めまではオスマン帝国として地中海周辺を支配していたため、これらの地域の料理と影響し合った。
トルコを含め、バルカン半島、ギリシア、レバノン、イスラエル、エジプト、チュニジアなど地中海東部地域の国々はおおむね共通した料理をもっているが、それでもトルコ料理の影響はギリシャ料理、レバノン料理、ブルガリア料理、ルーマニア料理などに顕著である。またその影響は周辺のアラビア半島などのオスマン帝国が支配した地域にとどまらず、北アフリカ（モロッコ料理など）やロシアの料理、ハンガリー料理、近年ではトルコ系移民の多いイギリス、ドイツにまで及んでいる。

## 素材
トルコ料理に使われる代表的な野菜としてはナス、タマネギ、豆類、トマト、キュウリなどがあげられる。ブドウ、アンズ、サクランボ、メロン、イチジク、レモンなどの果物、ピスタチオ、松の実、アーモンド、クルミ、ヘーゼルナッツなどの種実類もよく使われる。
香辛料はコショウ、コリアンダー、クミン、パプリカなどであるが、それほど多くは使われない。ミント、イノンド、イタリアンパセリなどのハーブも好まれる。その他、オリーブ・オイルやヨーグルトなども調味料のように用いる。サルチャという調味料がよく使われる。

## 前菜
コース料理では、メゼ(meze) と呼ばれる前菜として、オリーブの塩漬け、チーズなどの乳製品や、エズメ（ezme, 野菜や豆などのペースト）、ジャジュック（cacık, 液状のヨーグルトソースに刻んだキュウリを加えた料理）、ドルマ（dolma, ナスやピーマンなどに米や肉を詰めた料理）やサルマ（sarma, ブドウやキャベツの葉で米や肉を包んだ料理）、ビョレク（börek：小麦粉の皮でチーズなどを包んで揚げたり焼いたりした、春巻やパイのような料理。チウ・ビョレクなど多くの種類がある）などが出される。フムス (humus) もエズメの一つで、トルコではノフット・エズメス（nohut ezmesı,「ヒヨコマメのエズメ」）と呼ぶこともある。数種の前菜をつまみながらラクを飲むことも多い。
また、サラダ (salata) も食されている。有名なものではチョバン・サラタス（Çoban salatası,「羊飼いのサラダ」の意）という、トマト、キュウリ、パセリ、青唐辛子、タマネギなどをオリーブオイルで和えたものである。

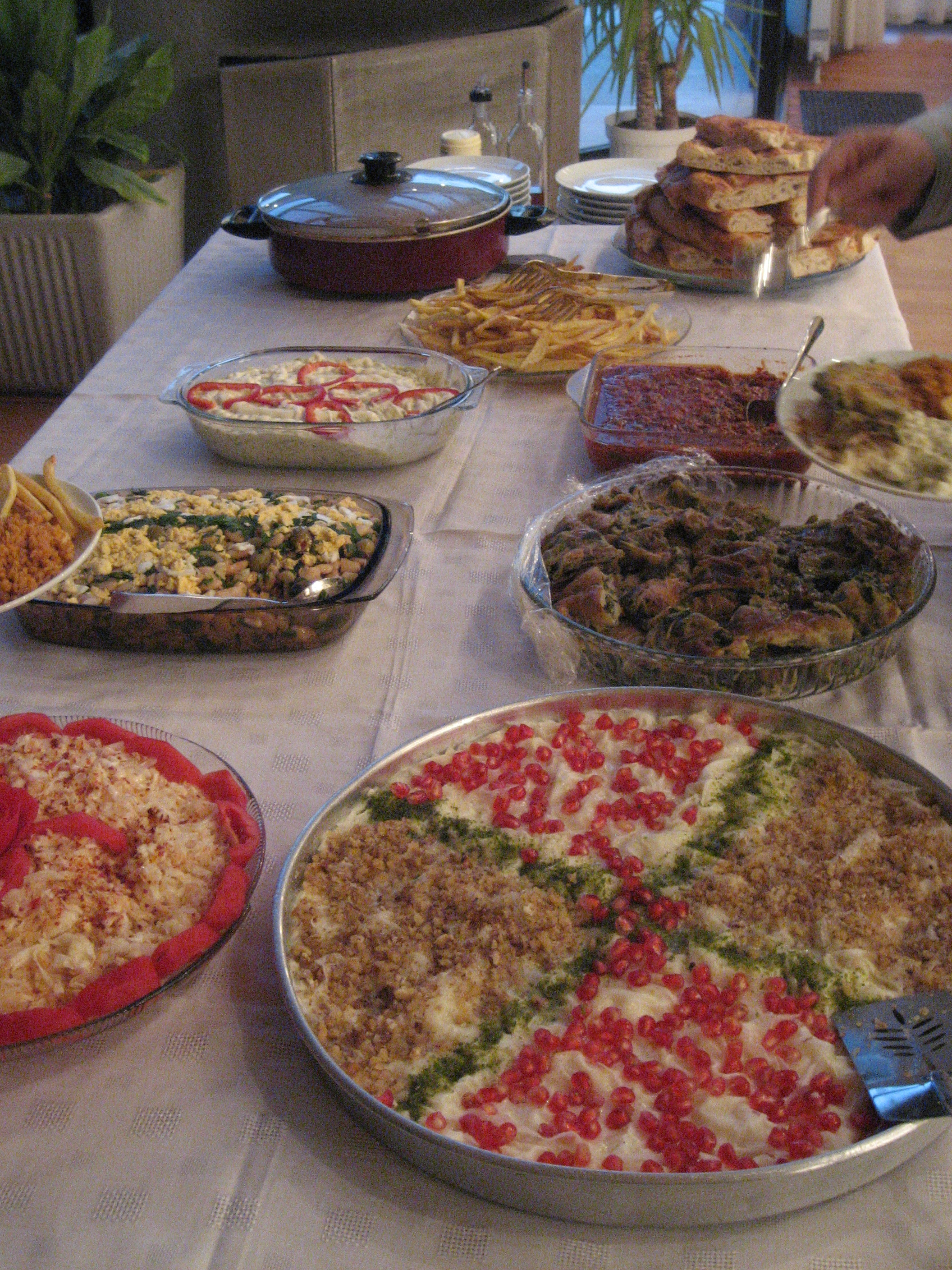
メゼ
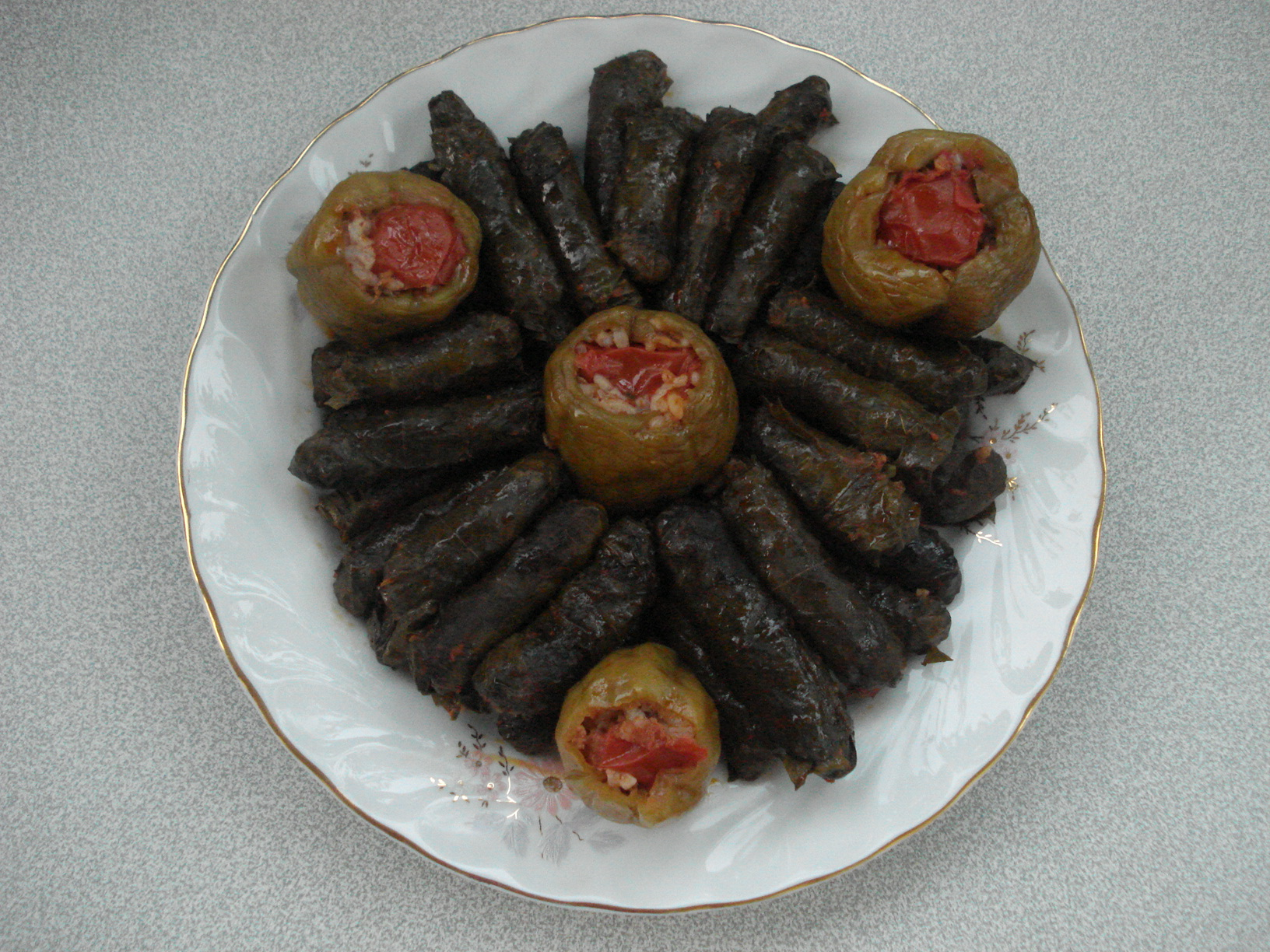
肉のドルマとサルマ
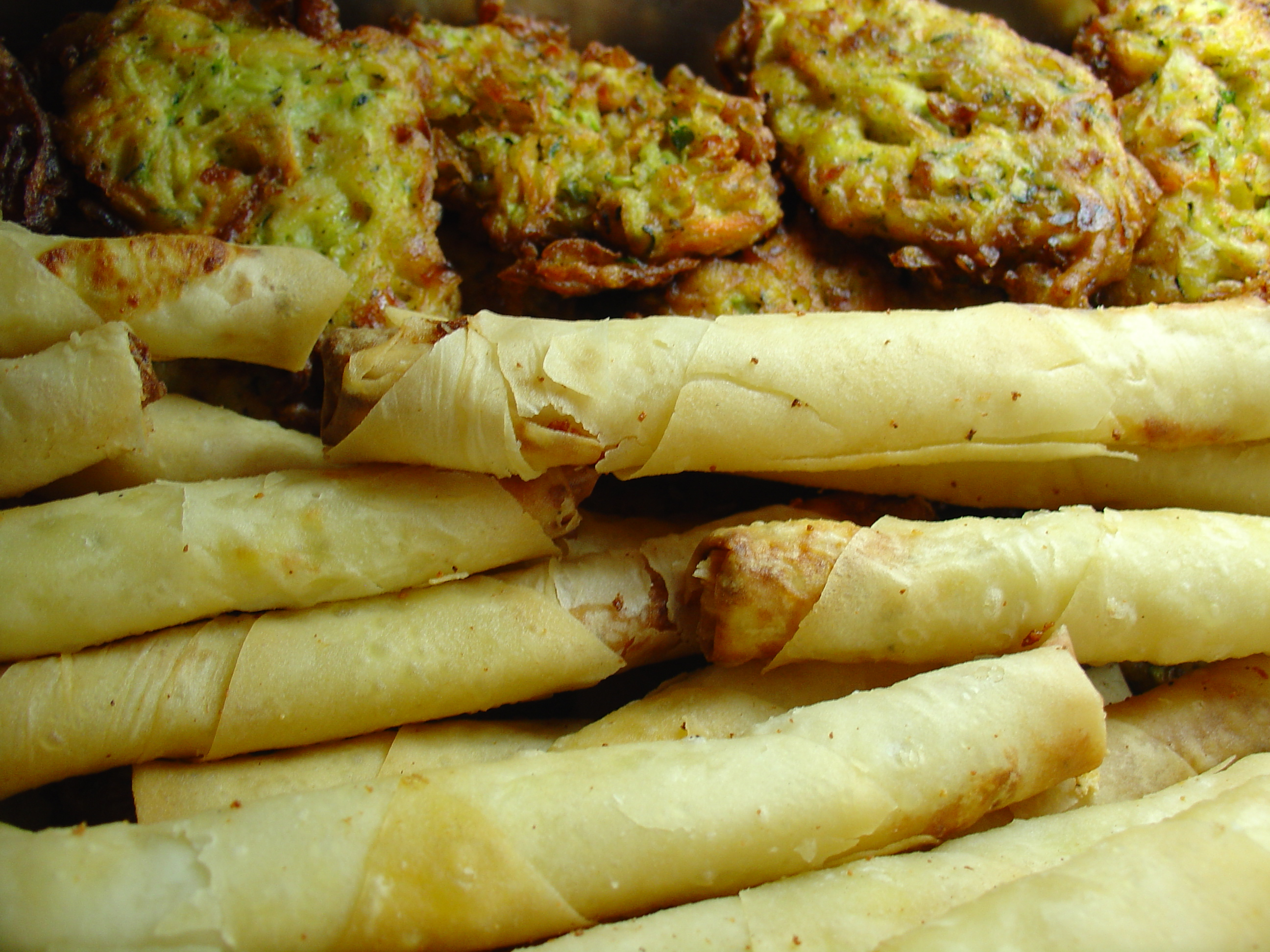
シガラビョレイ（ビョレクの一種）
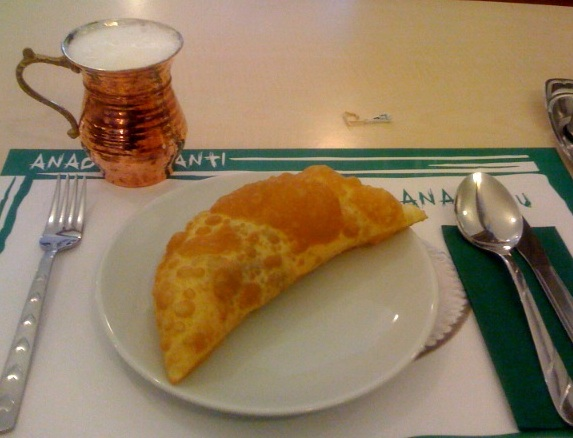
アイランとチウ・ビョレク
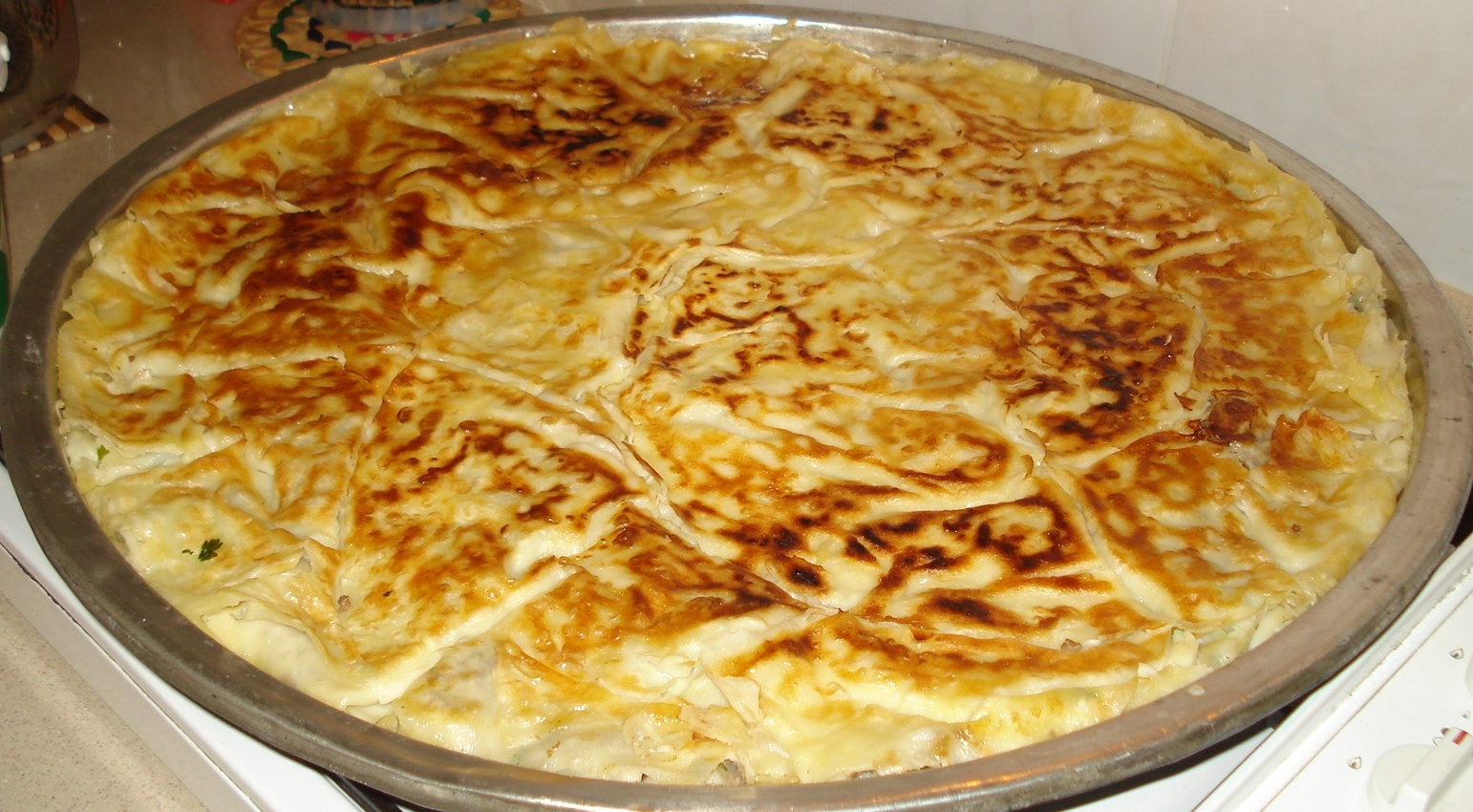
スー・ビョレイ (Su Böreği)

## 肉料理

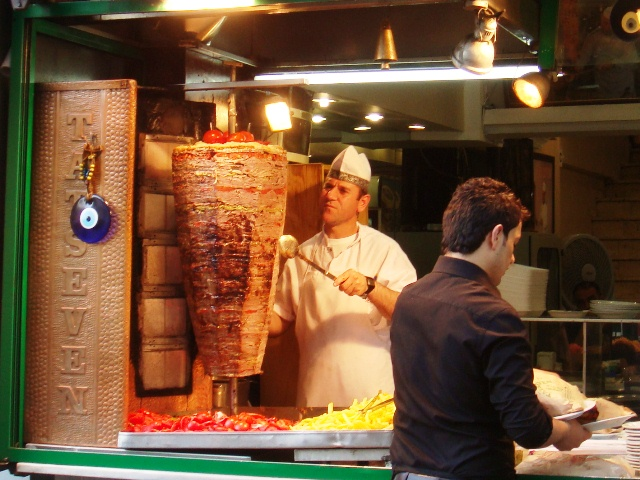
ドネルケバブ

肉についてはトルコ自体がイスラム教国であるため豚肉はほとんど用いられない。また、トルコの気候が肉牛の飼育に適していないことから牛肉もあまり使われず、もっぱら羊肉や鶏肉が使われる。
ヒツジやニワトリの肉を使った焼肉は「ケバブ（kebap）」と呼ばれ、串焼きにした「シシケバブ（Şiş Kebabı）」、ヨーグルトを添えて食べる「イスケンデルケバブ（İskender Kebabı）」、挽肉を用いた「アダナケバブ」、ドネルケバブに似た調理法の「ジャーケバブ」などが有名である。欧米や日本でバーベキューなどで作る長串に刺した料理全般をシシカバブと呼ぶのはこれらの名前に由来する。
屑肉を固め、回転させながら焼いたものを削ぎ切りしたドネルケバブ (Döner Kebap) は近年トルコ移民によってドイツなどヨーロッパに伝えられて身近なファーストフードとなり、1990年代の後半からは日本でも屋台が見られるようになった。ケバブに対し、挽肉を使ったハンバーグに似た料理は「キョフテ（köfte）」と呼ばれる。「ムサカ（musakka）」はナスやジャガイモ、カリフラワーとトマトを挽肉と煮込んだキャセロール風の料理である。

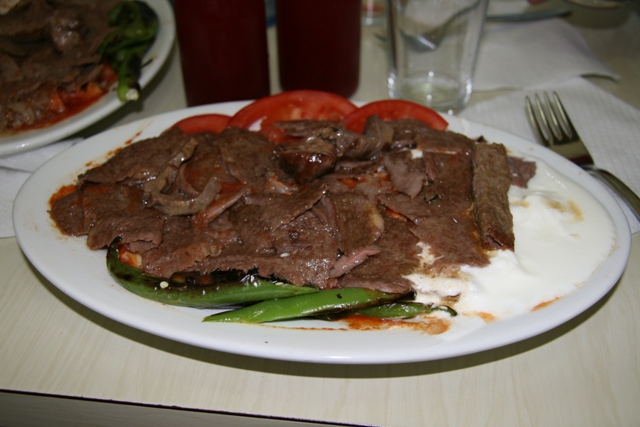
イスケンデルケバブ（ブルサ）
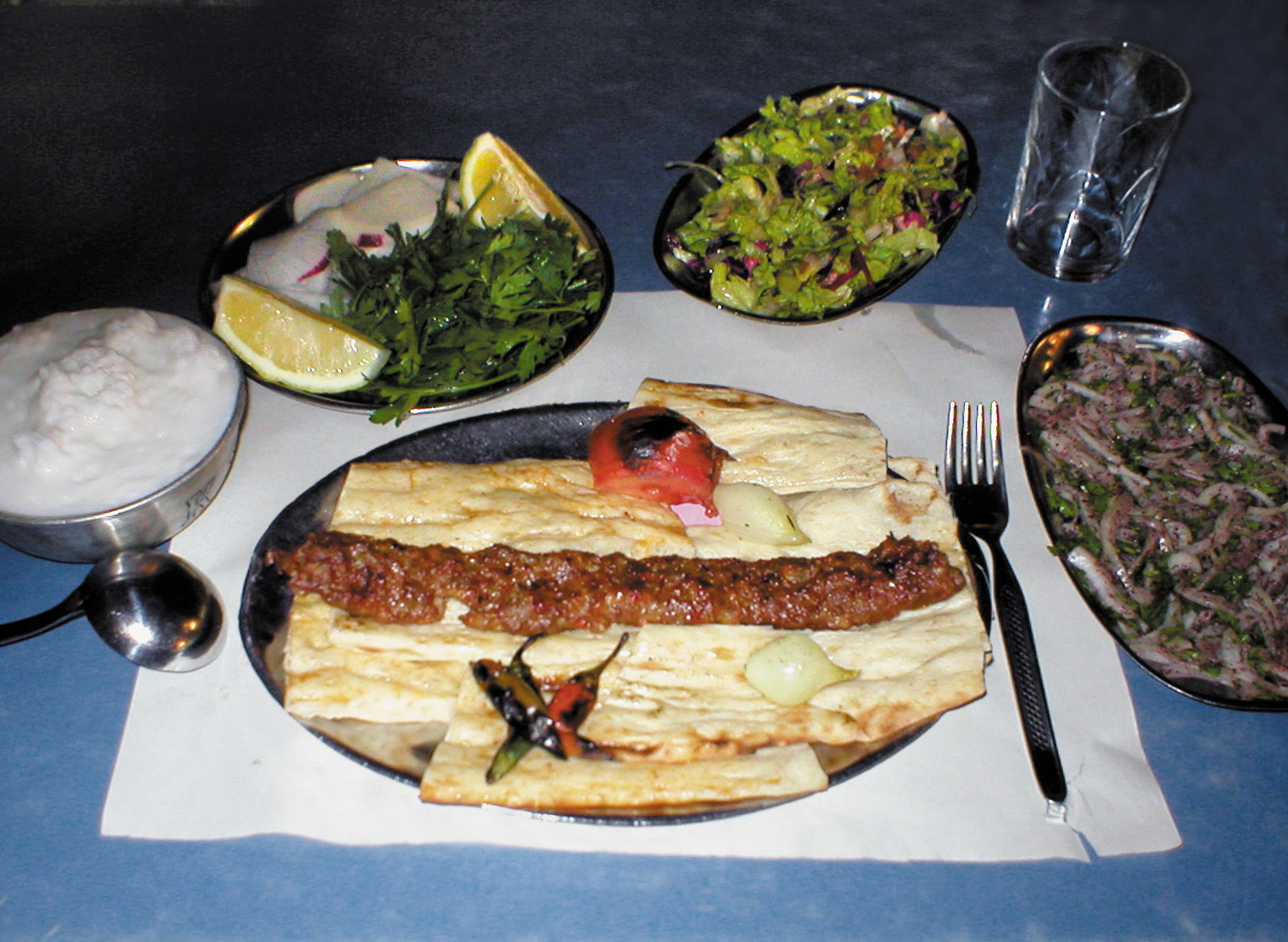
アダナケバブ
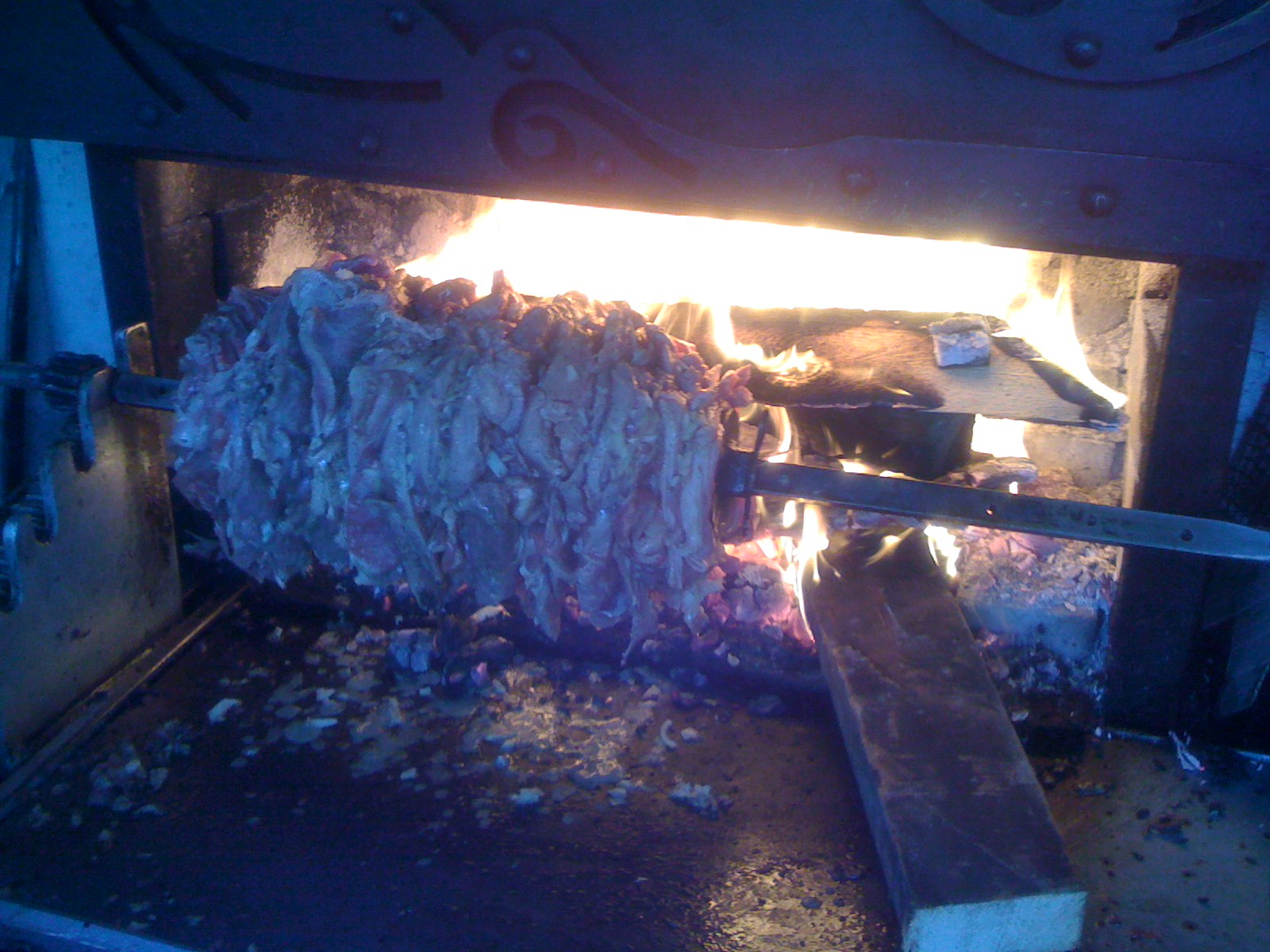
ジャーケバブ

一方、肉を使ったスープ料理には「イシュケンベ・チョルバ（İşkembe çorba）」 と呼ばれる羊や牛の胃袋などの内臓を使ったスープや「ケッレパチャ（kellepaça）」と呼ばれる羊の頭と足を使ったスープ、「ゴフウルマ（Govurma）」あるいは「ヤーン（yahn）」と呼ばれるシチューに似たスープがある。

## 魚介料理
海に近い地域では魚もよく食べられ、魚肉のシシュケバブ、ハムスィ（hamsi, ヨーロッパカタクチイワシ）やイスタンブールのサバのサンドイッチが有名である。黒海沿岸には、ハムスィ入りのバクラヴァを作る地域もある。鰓から骨と肉を抜いたサバに詰め物をしたウクスムル・ドルマス (uskumru dolması) は主菜、ムール貝の外套膜の中に詰め物をしたミディエ・ドルマス (midye dolması) はメゼとして食べられる。

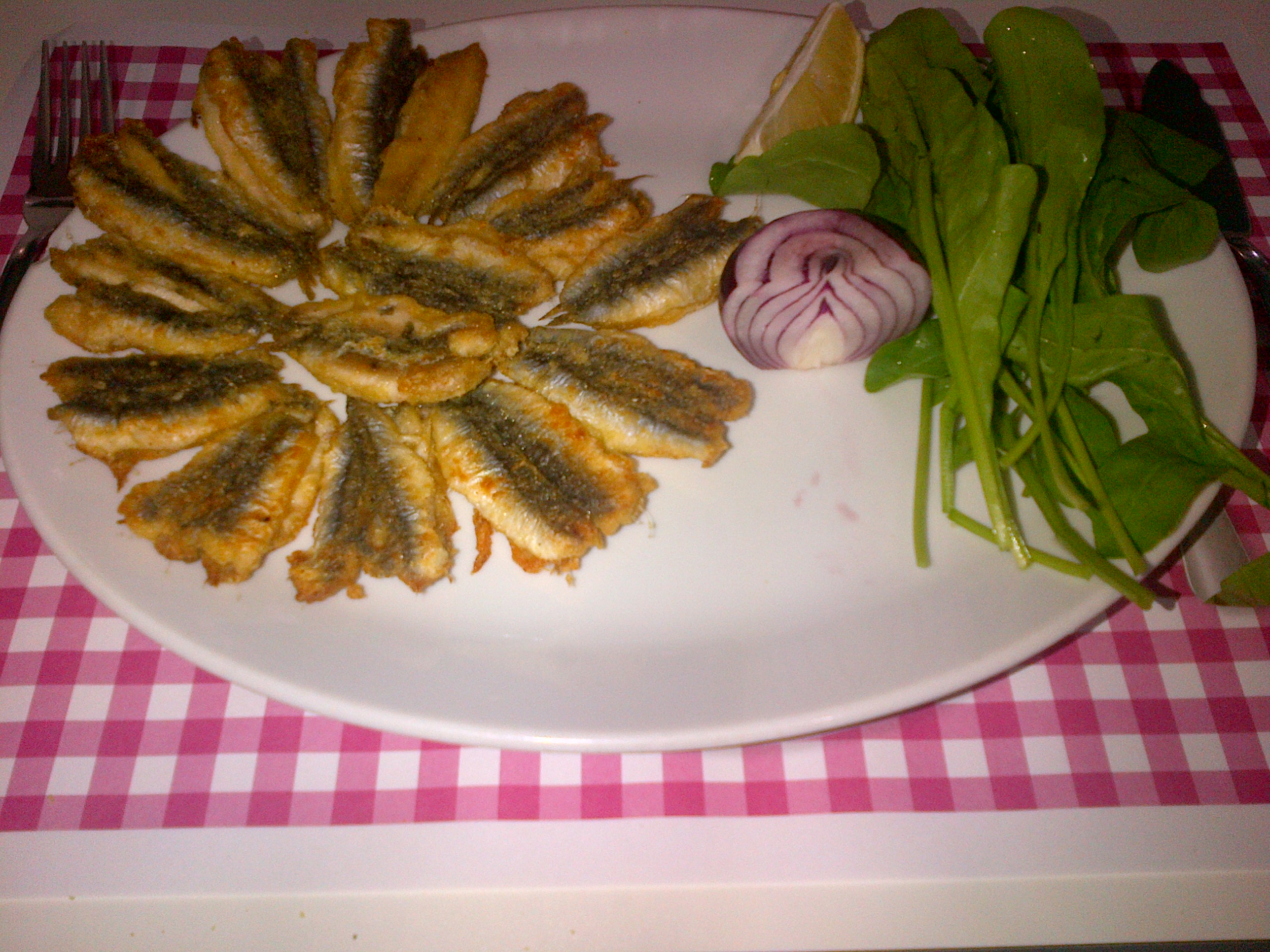
ハムスィ
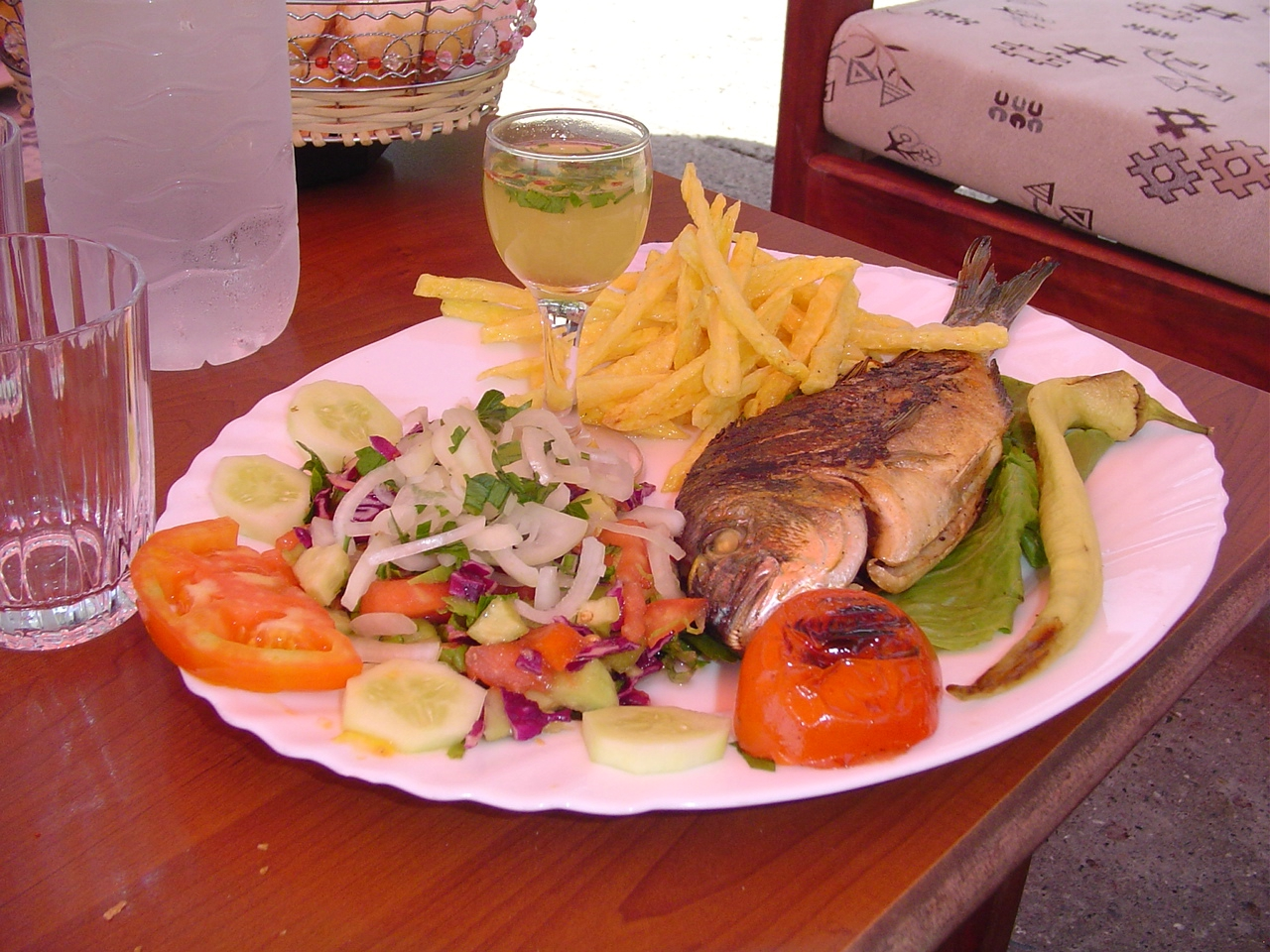
焼き魚料理

## 主食
穀類は小麦、米をいずれも使う。米はインディカ米、ジャポニカ米両方ともピラフに調理して食べる他、ジャポニカ米で様々なプディングが作られる。小麦はエクメク（エキメキ）（Ekmek, パン）やピザに似たピデ (Pide) や歴史的シリアのラハム・ビ＝アジーンに由来するラフマジュン (lahmacun)、揚げパンの一種ピシ (Pişi)、マントゥ（Mantı, 挽肉を詰めた小籠包のようなダンプリング）、ヒンゲル（Hengel, マントゥに類似した料理）、スィミット（Simit, ゴマをまぶした環形のパン）、ブルグール（bulgur, パーボイルして挽き割った小麦）など様々に加工される。

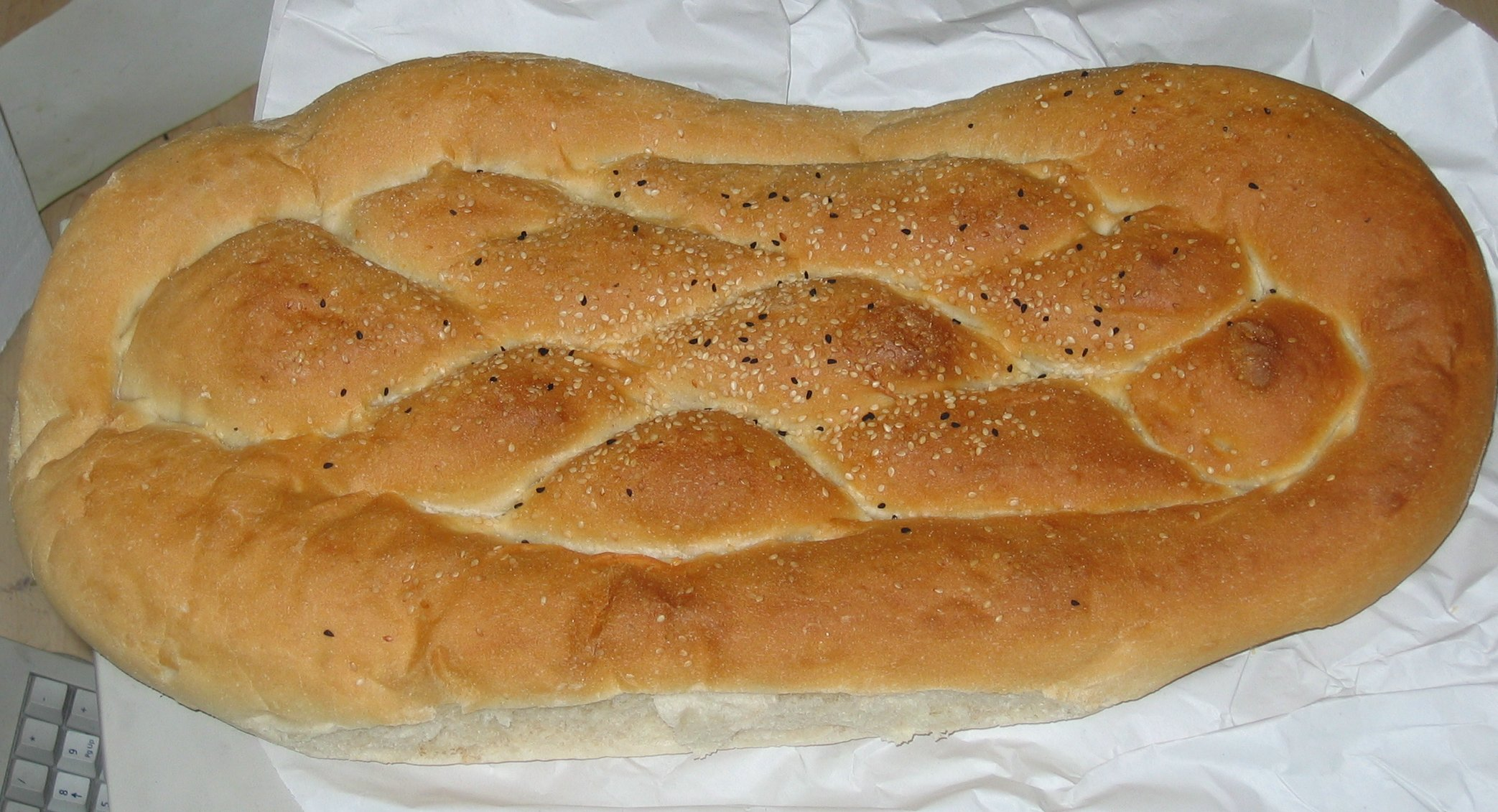
ピデ
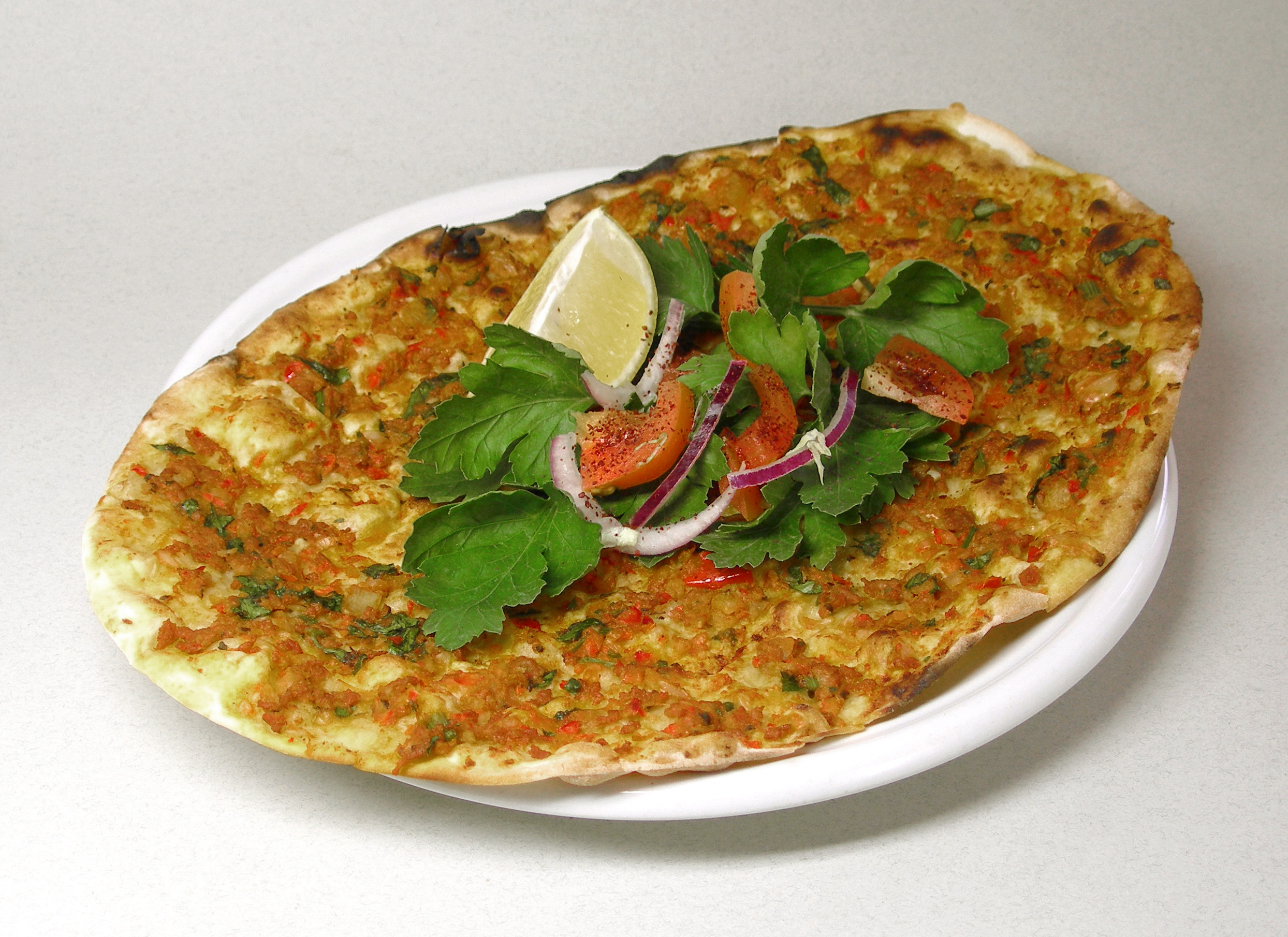
ラフマジュン
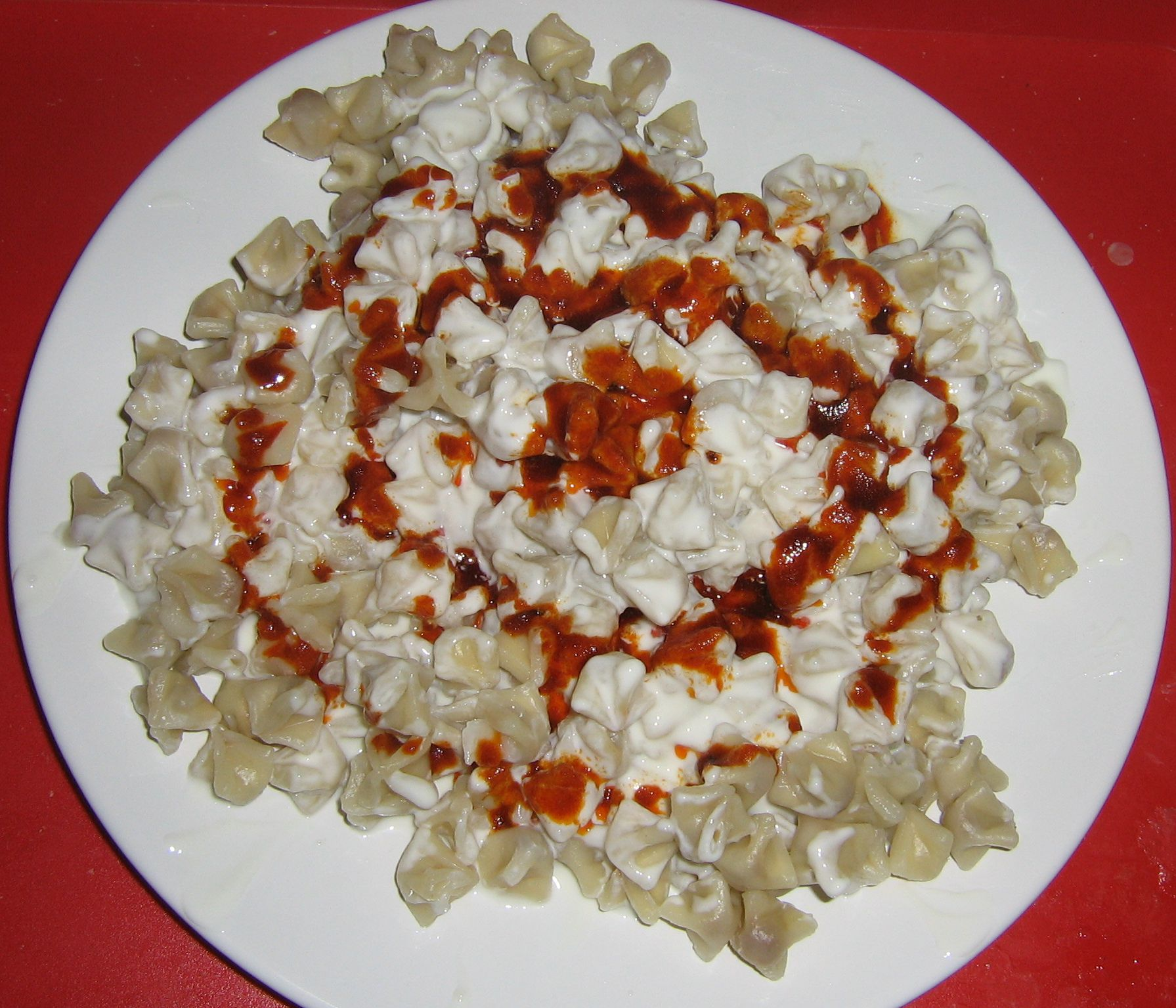
マントゥ
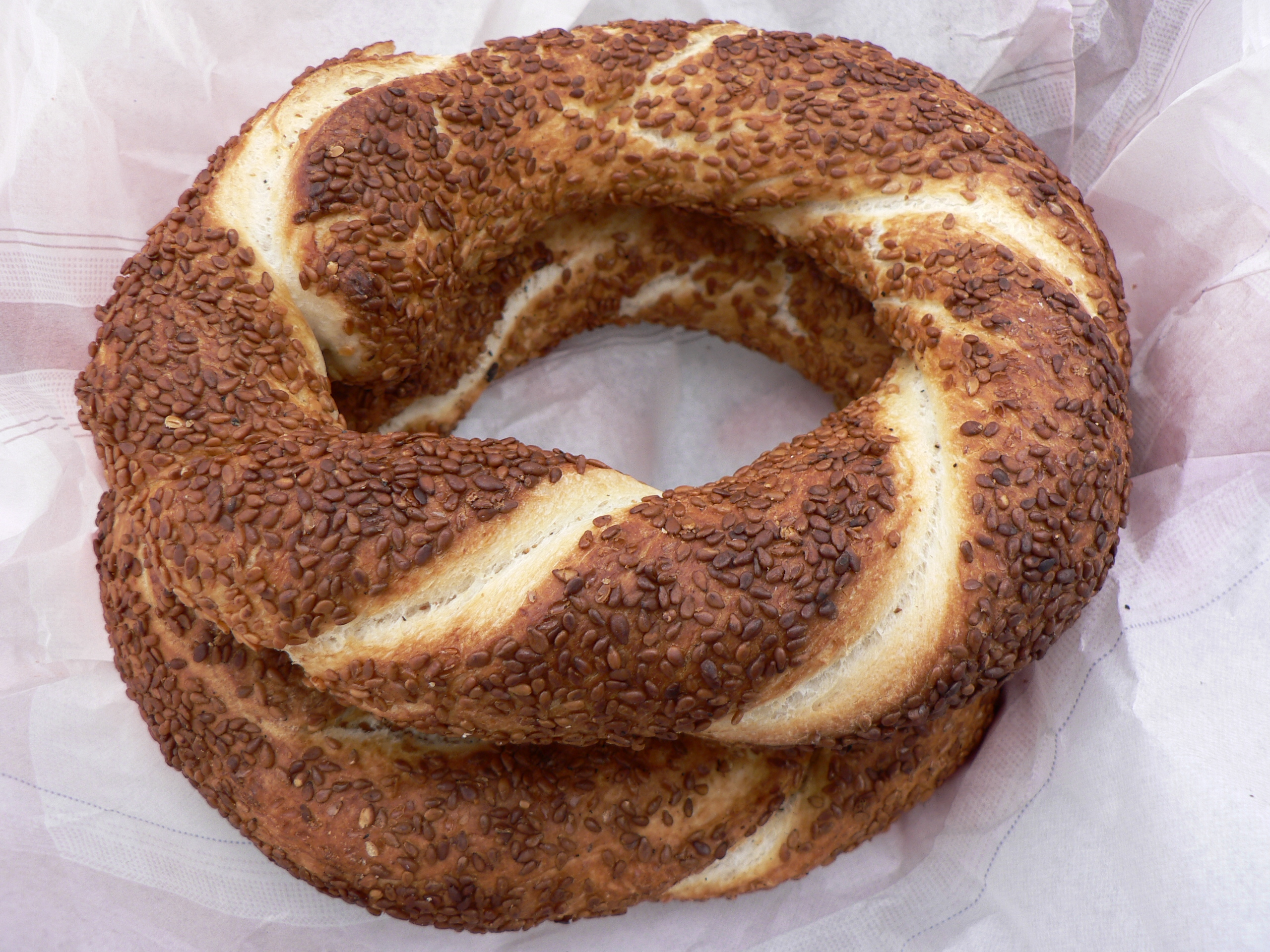
スィミット
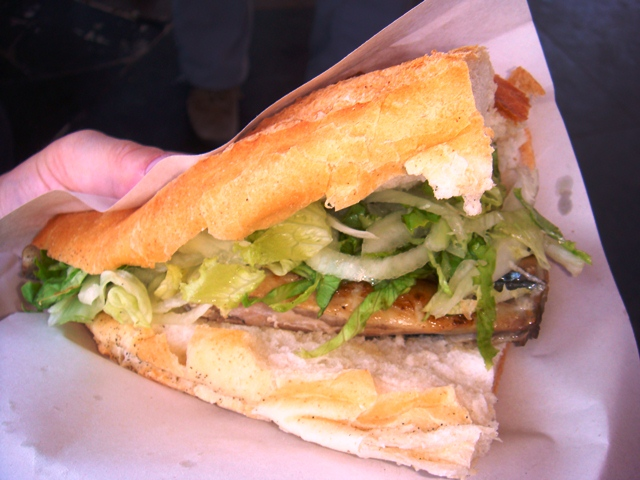
バルク・エキメキ（鯖サンド）
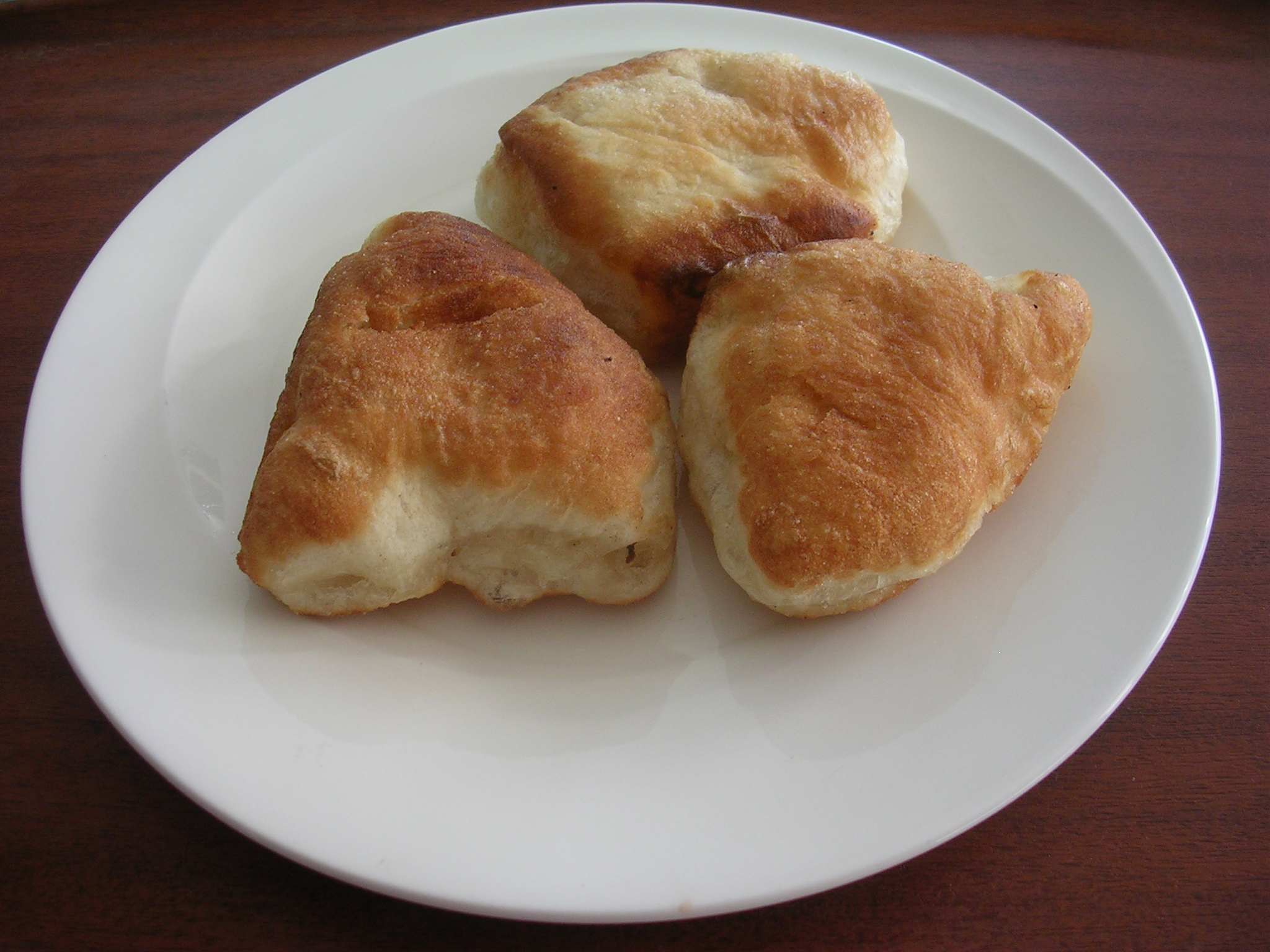
ピシ

## デザート・菓子
デザート・菓子にも豊富な種類があり、ユフカ (yufka) という紙よりも薄い生地を使ったバクラヴァ（baklava, ハチミツやシロップ漬けのナッツのペイストリー）やギュラーチ (Güllaç)、スュトラッチ（Sütlaç, ライスプディング）ヘルヴァ（小麦粉やセモリナを使った菓子）、ムハッレビ (Muhallebi) のようなプディング、ロクム（Lokum, 固めの求肥のような菓子）などが代表的なものである。ドンドゥルマと呼ばれるアイスクリームは、サレップ (salep) というランの仲間の球根の粉末が入っているため、非常によく伸び、溶けにくい。変わったものに新鮮な鶏胸肉と牛乳、米粉から作るタヴク・ギョウスュ (Tavuk Göğsü) というプディングがあり、近代以前のブラン・マンジェと似ている。また、そのタヴク・ギョウスュの表面をカラメル化させて香ばしく焦がしたカザンディビという派生デザートもある。果物を用いたデザートにはコンポスト（komposto, 生の果物のコンポート）やホシャフ（Hoşaf, ドライフルーツのコンポート）、アシュレ (Ashure, 穀物や果物、ドライフルーツとナッツを使った料理)がある。

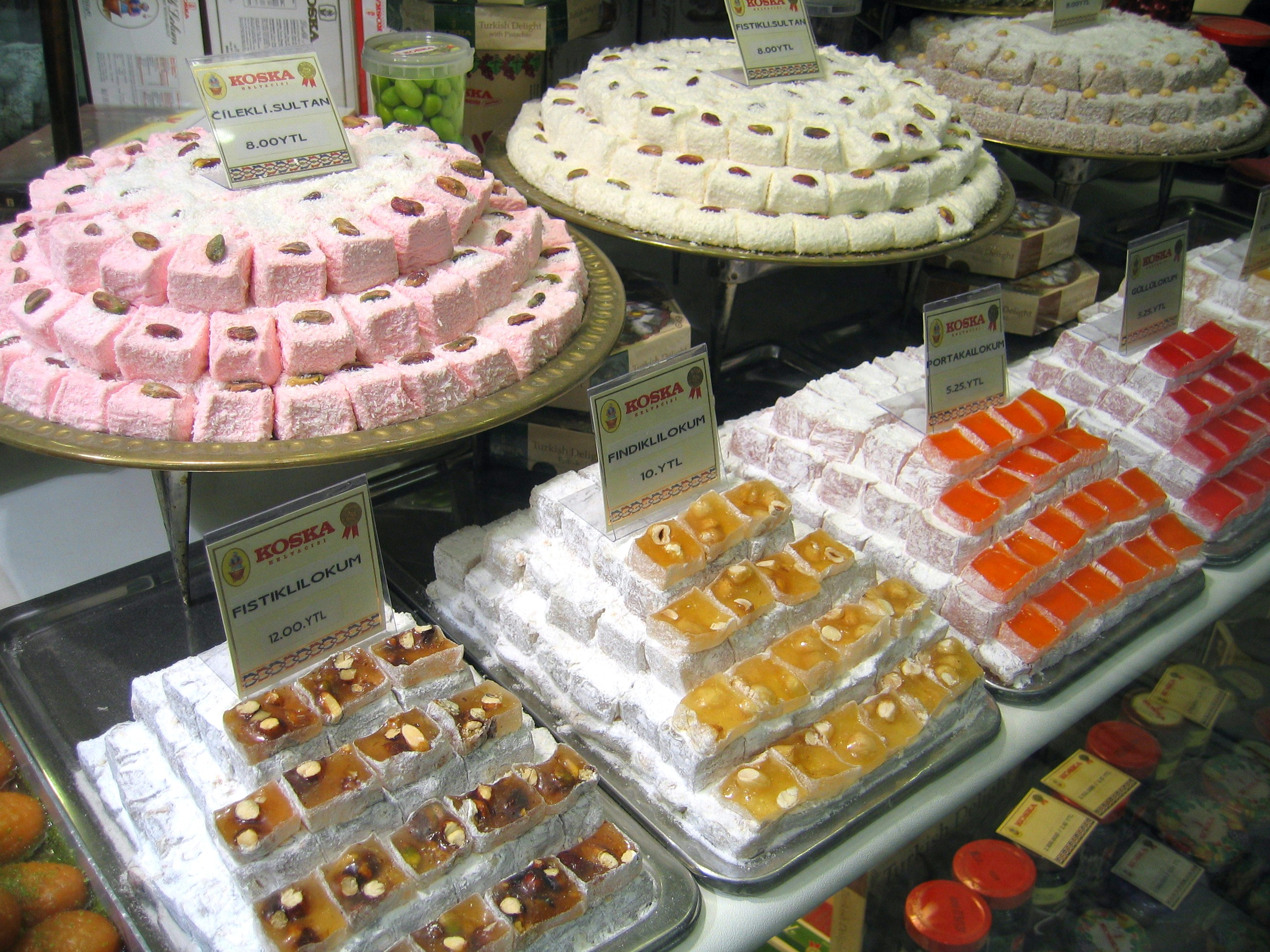
様々な色と素材のロクム
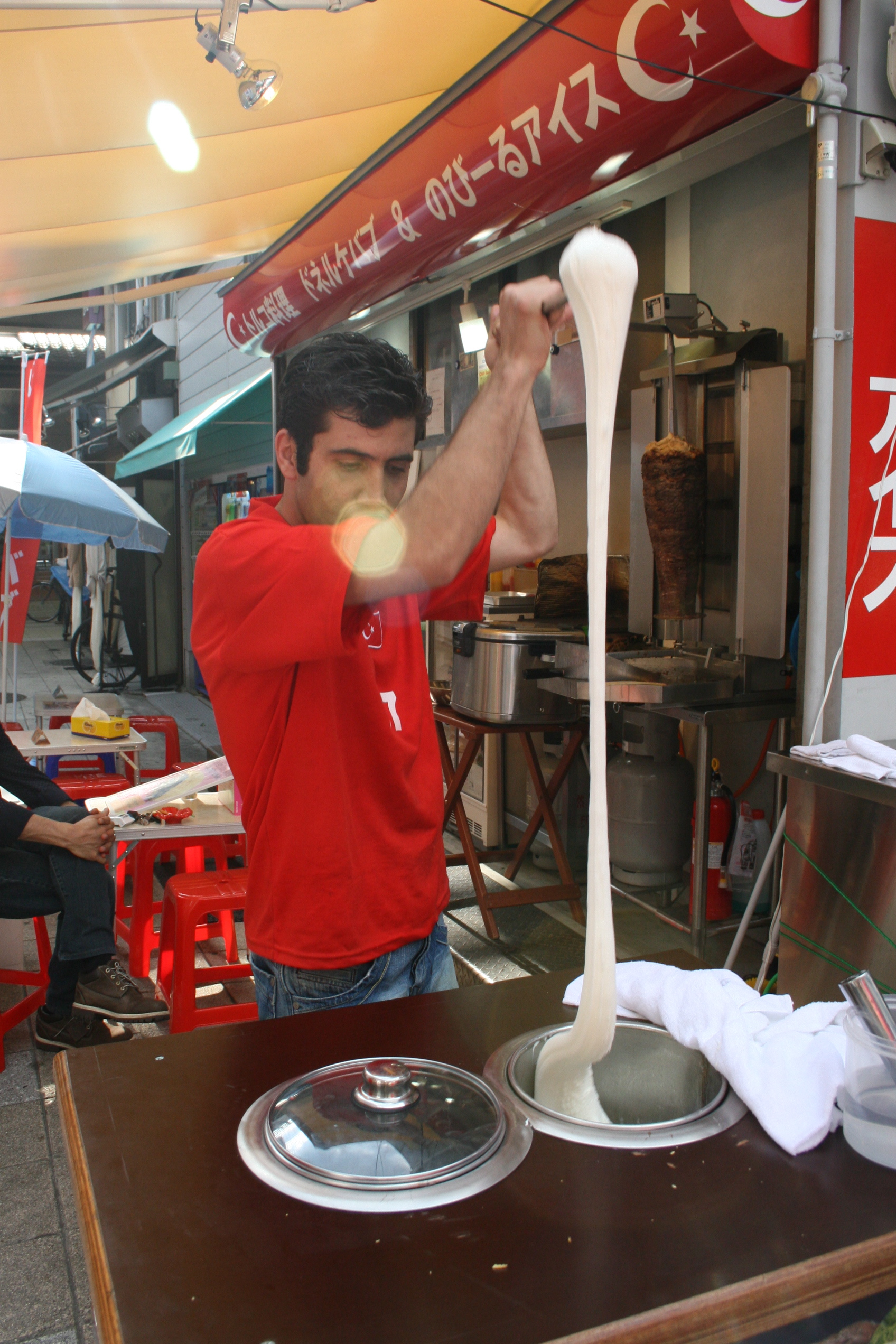
ドンドゥルマを作っているところ
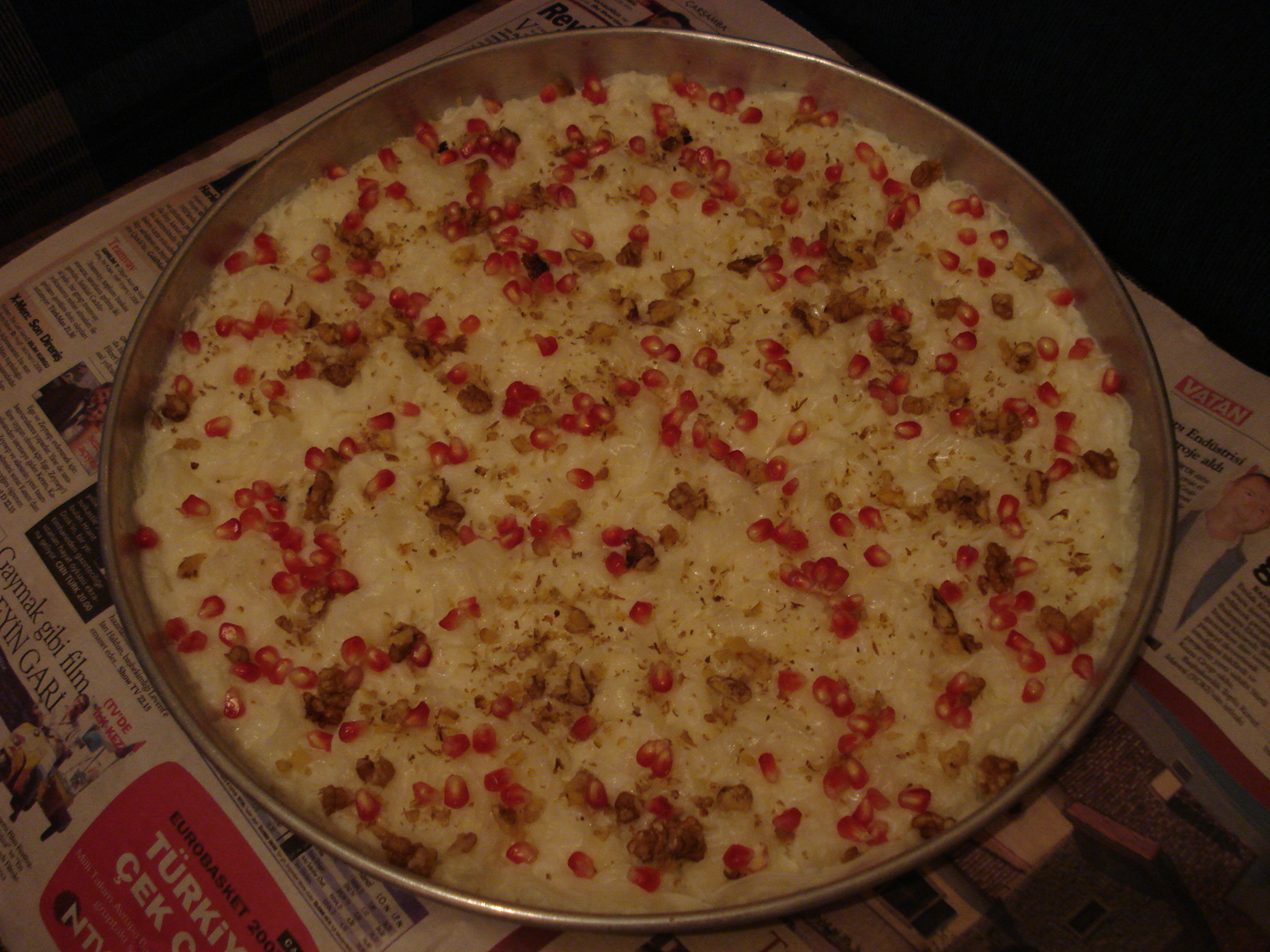
ギュラーチ
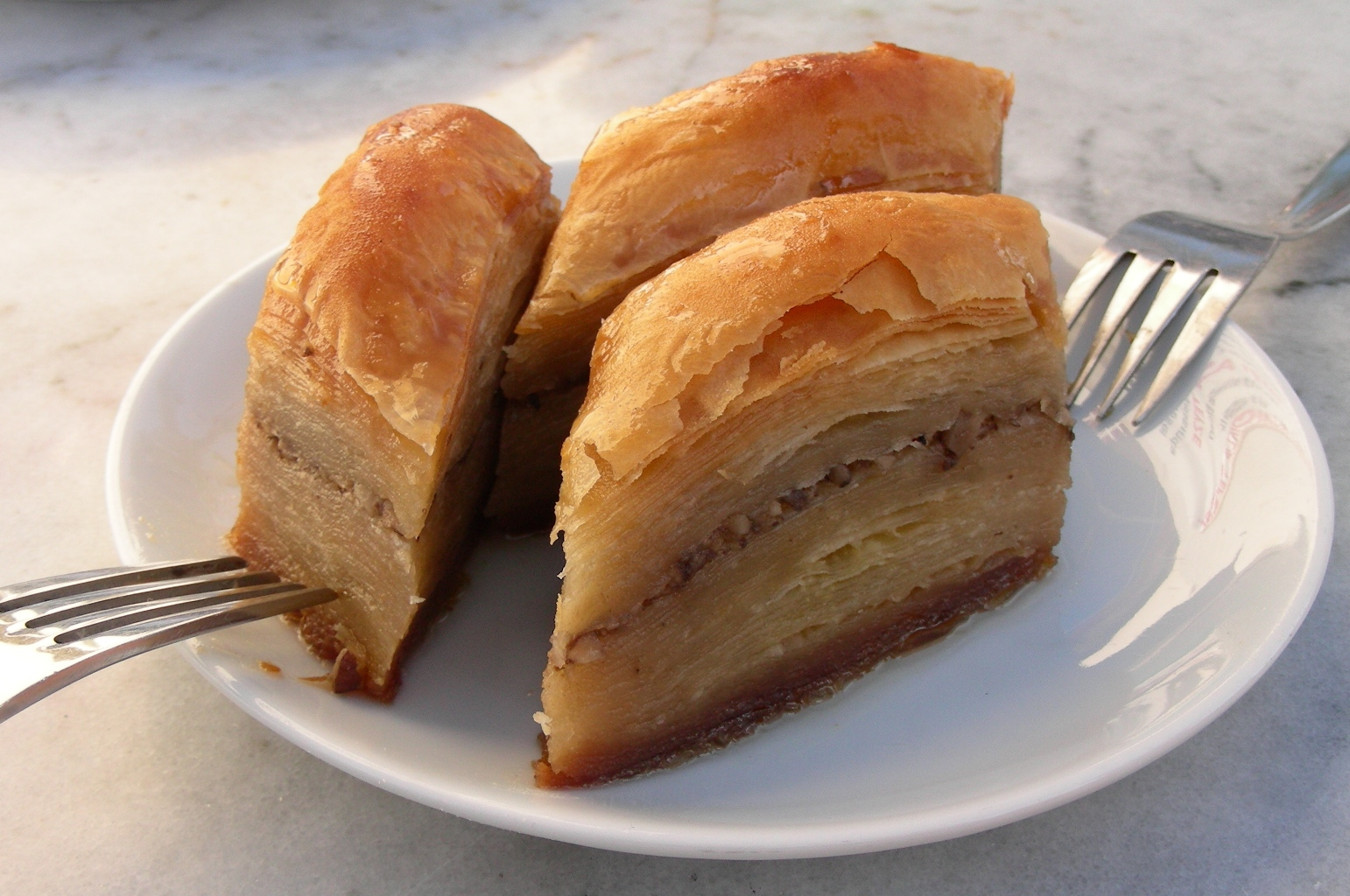
バクラヴァ
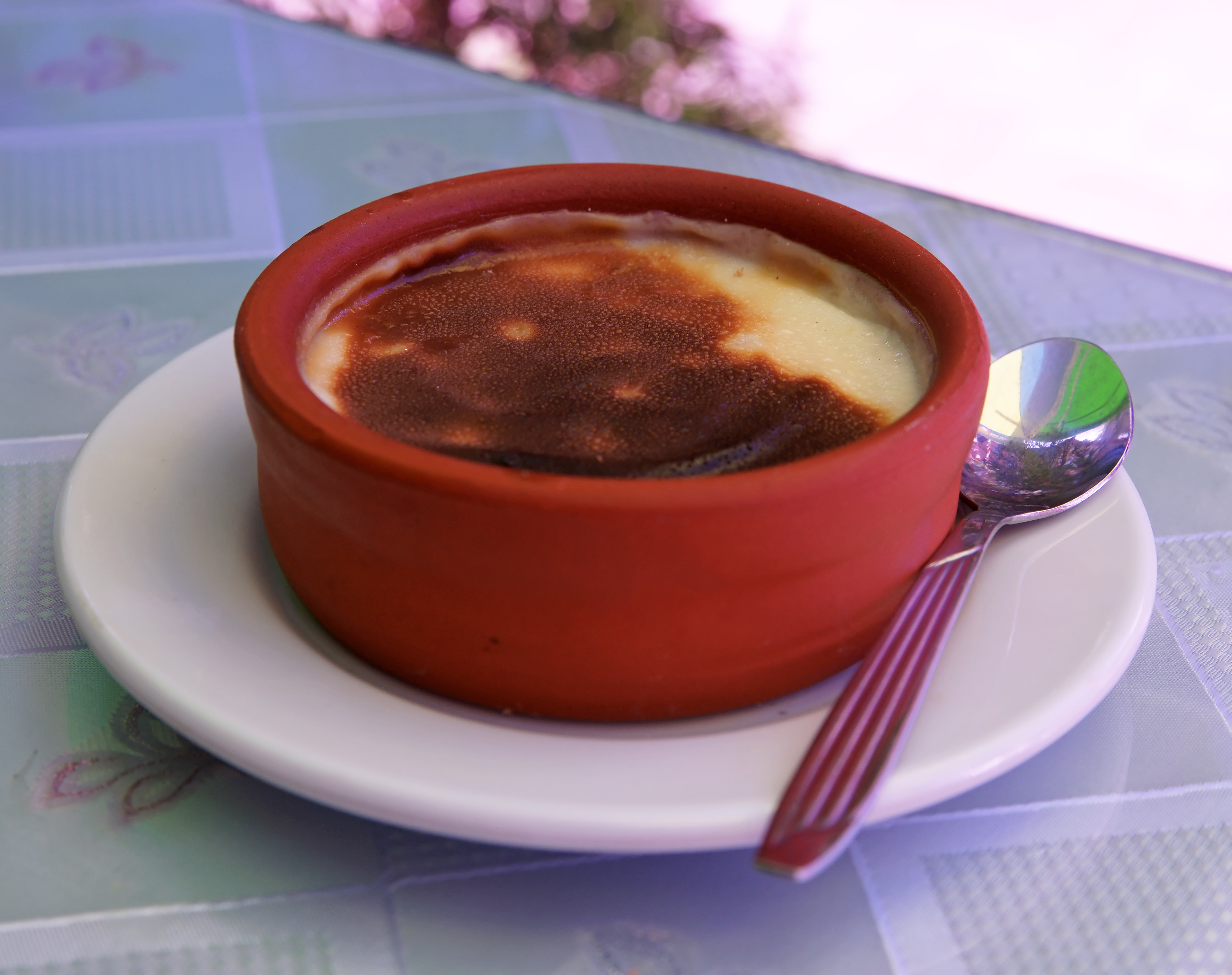
フィリンダ・スュトラッチ（Firinda sütlaç, 焼きスュトラッチ）
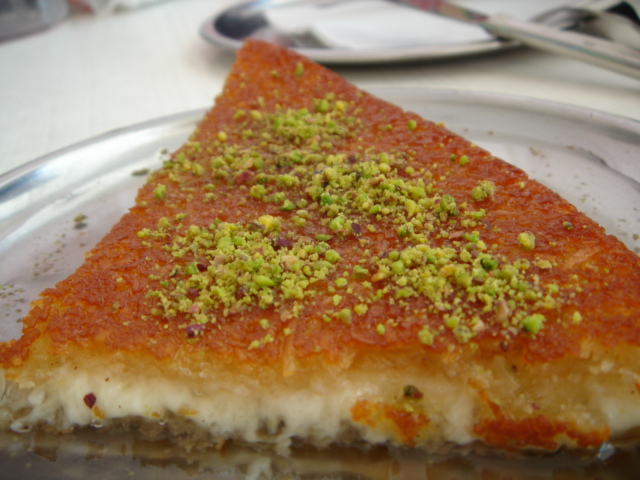
キュネフェ (Künefe)
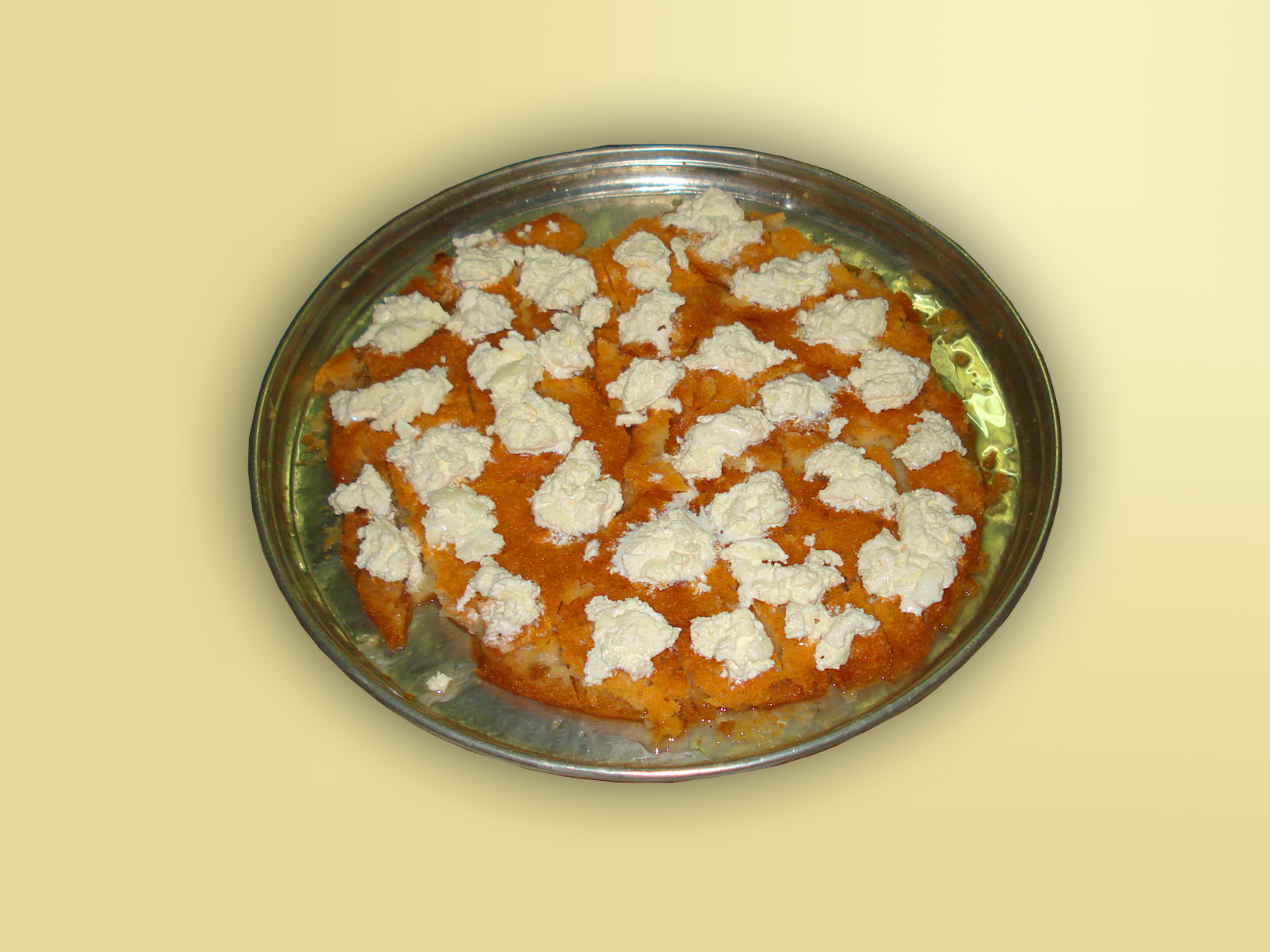
カイマクル・エクメク・カダユフ（Kaymaklı Ekmek Kadayıfı, カイマクを添えたブレッドプディング）
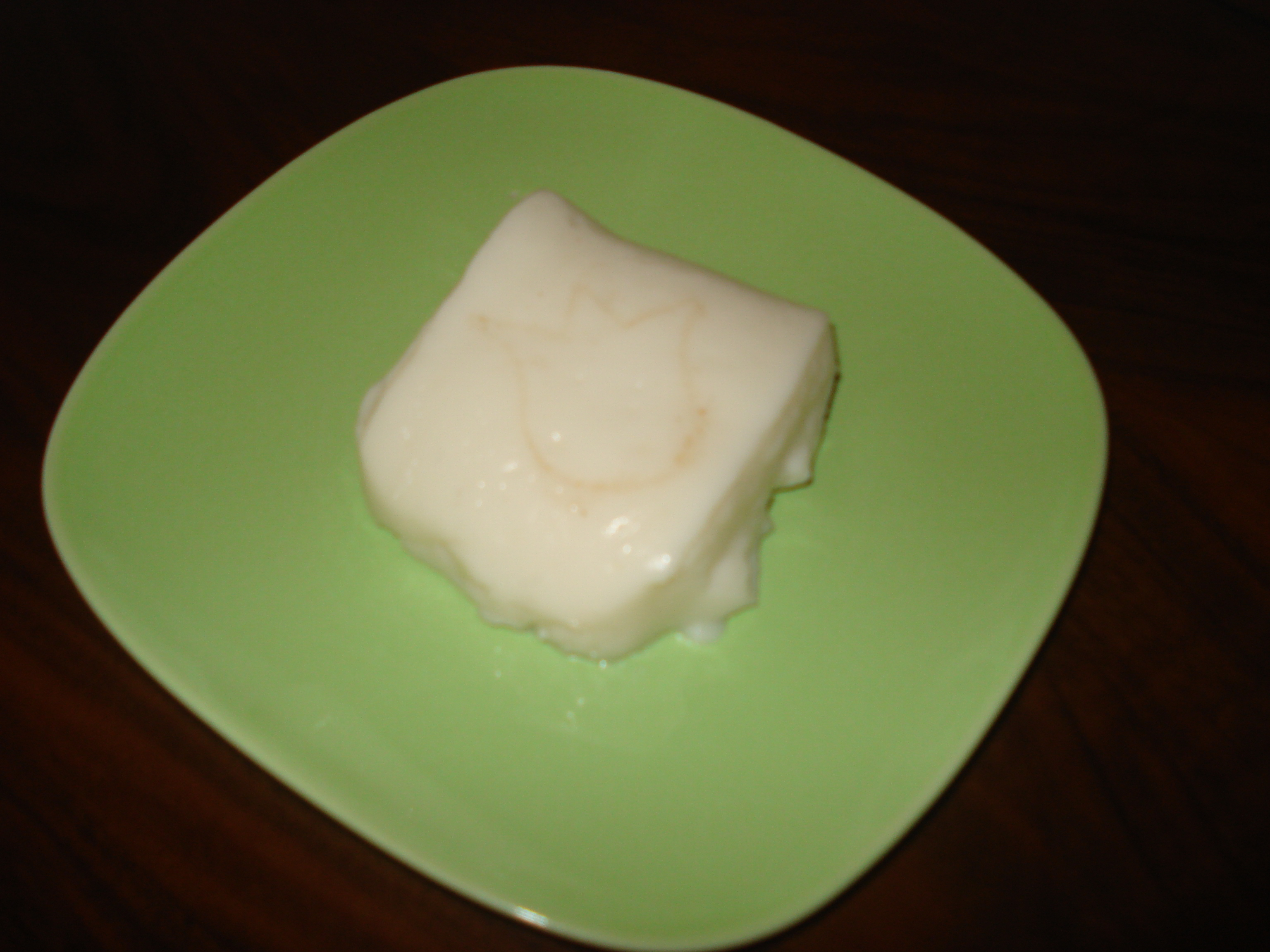
タヴク・ギョウスュ (Tavuk Göğsü)
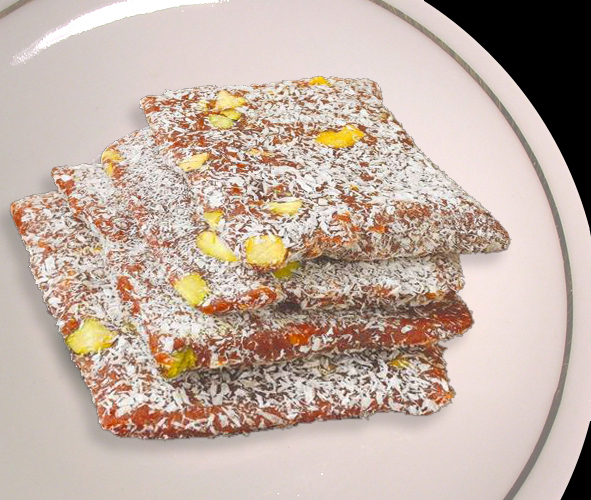
ジェゼルイェ (Cezerye)
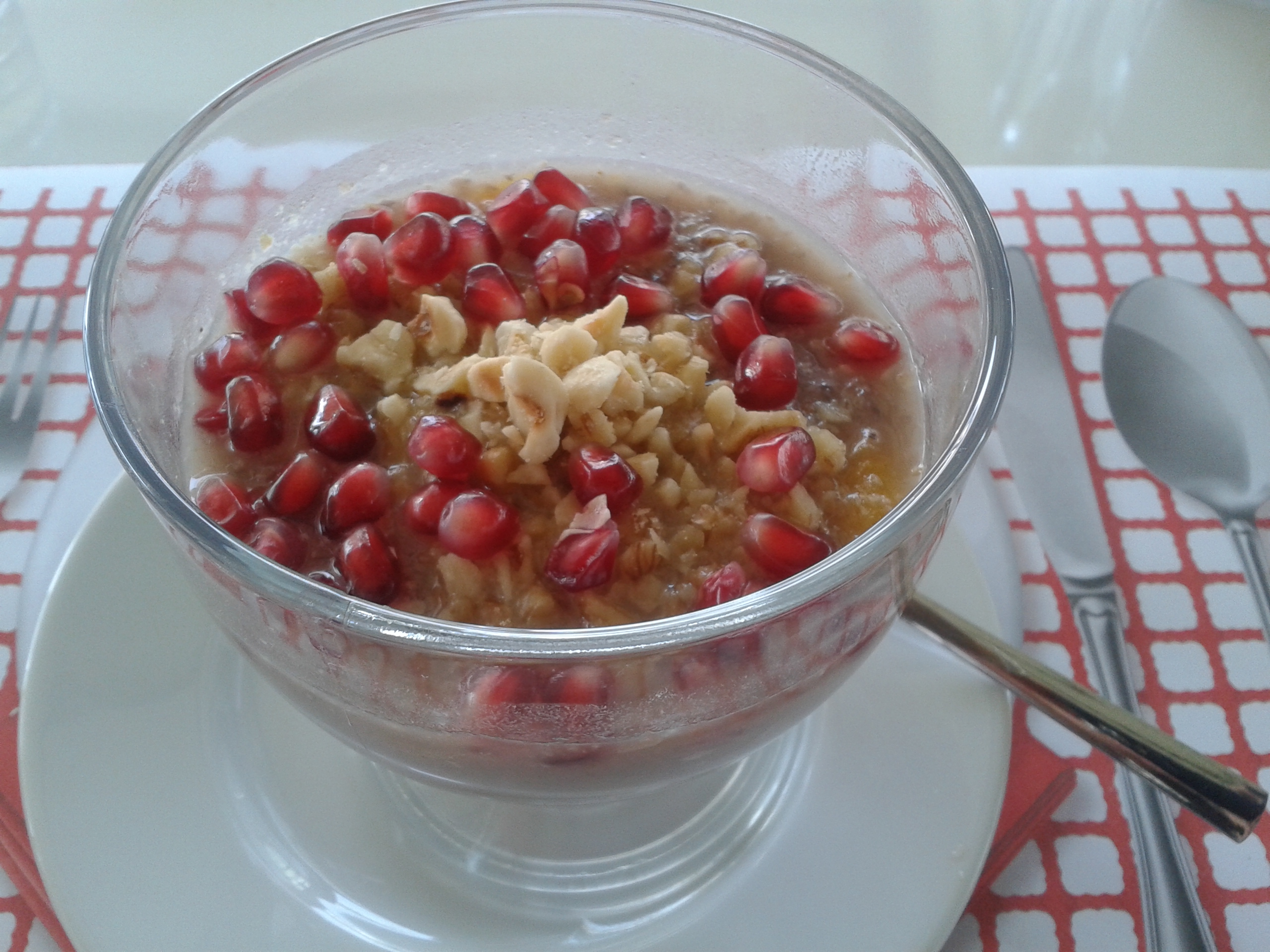
アシュレ (Ashure, オートミールにも似た質感が特徴 類似する料理がバルカン諸国や南コーカサスに存在する)

## 飲み物

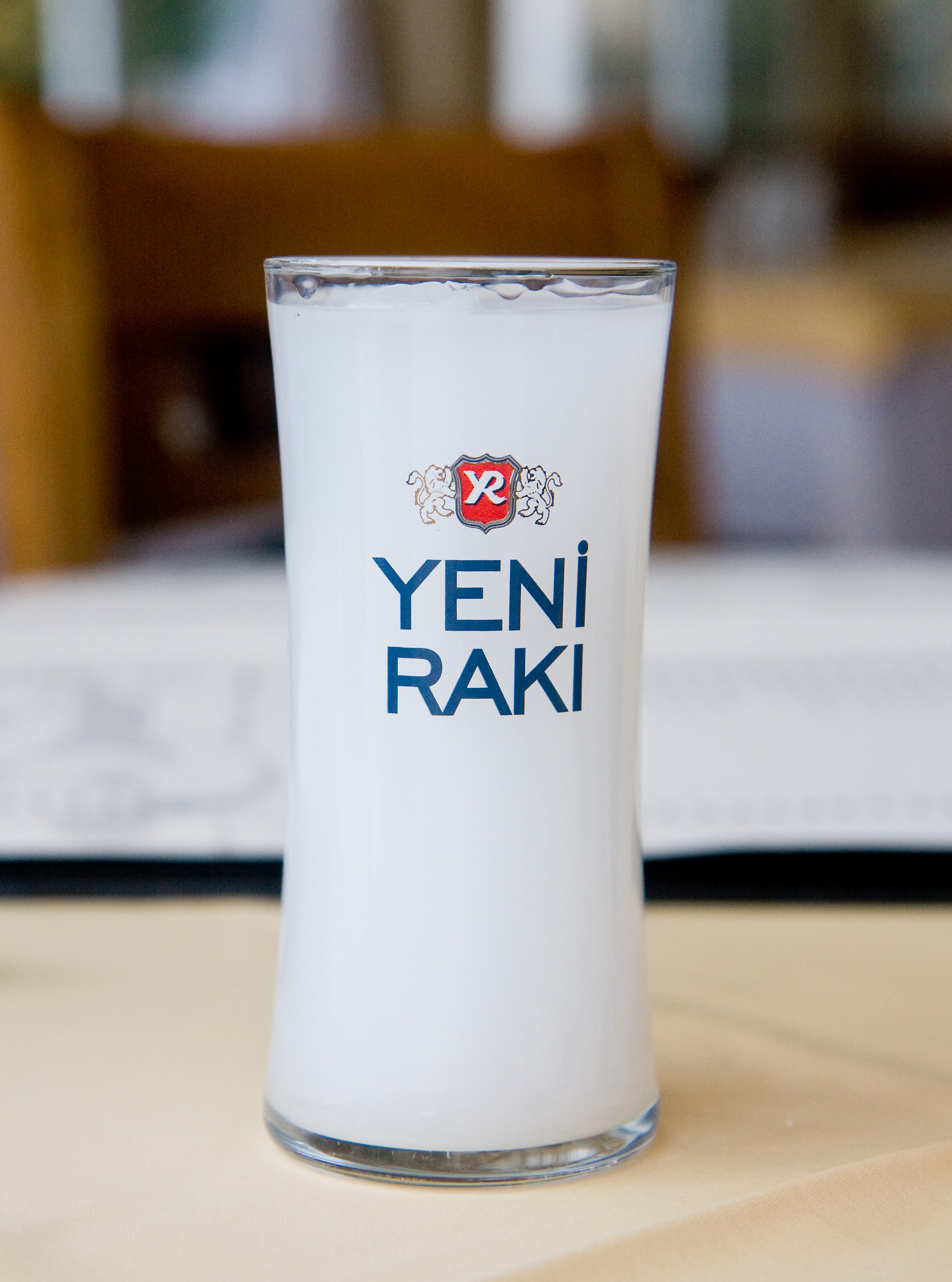
トルコで一般的なアルコール飲料の一種であるラク

トルコはムスリム（イスラム教徒）が国民の99%を占めるが、飲酒はほとんど自由に行われており、ワインやビールは数多くの国産銘柄がある。1890年、イスタンブールにあるボモンティ地区でボモンティビールが初めて製造された。その後、複数のビールが製造された。例えば、ピルスナー・ビールの「エフェス」（エフェス・ピルゼン）は最も有名なビール銘柄の一つである。また、水で割ると白く濁ることで知られている酒のラク（rakı, アニスで香りがつけられた蒸留酒の一種）は、中東のアラブ人の酒「アラック」がトルコに伝わったものである。春の子馬の出産期に醸造されるクムズ（kımız, 馬乳酒）は、トルコ人が中央アジアに居住していた頃まで遡る古い歴史を持つ。
チャイ（紅茶）やコーヒー（カフヴェ、Kahve）は食後にデザートと一緒に飲んだり、仕事中に一休みするとき、交渉事をするときなど、日常の様々な場面でよく飲まれる。紅茶は蒸して「兎の血」と形容されるほど濃く煮出した茶を、好みに応じて湯で薄める淹れ方が伝統的である。ガラス製の小さなカップに注ぎ、多めの角砂糖を溶かして飲む。かつてはセマヴェール（semaver, サモワール）で湯を沸かし、保温のためにセマヴェールの上にのせたチャイダンルク (çaydanlık) というティーポットで茶をいれていたが、現在では下段の薬缶で湯を沸かし、上段の薬缶で茶をいれる2段式薬缶型のチャイダンルクが用いられるようになった。
コーヒーはジェズヴェという小さな専用の鍋にコーヒー粉末と砂糖を入れ、直接火にかけて煮出す淹れ方が伝統的である。このような淹れ方はバルカン半島から中東まで各地でみられるものだが、欧米や日本ではトルココーヒーと呼ばれて知られている。トルココーヒーの文化と伝統はユネスコの無形文化遺産に登録された。このコーヒーを飲み終わったカップの底の残滓を模様に見立て、模様から飲んだ人の運勢を占う「コーヒー占い」がある。伝統的なコーヒーとは異なる、日本でよく飲まれているようなヨーロッパ由来のタイプのコーヒーは、他の中東の国でも見られるように世界的な食品メーカー・ネスレが製造・販売するインスタント・コーヒーの名にちなんで「ネスカフェ」（Nescafé）と呼ばれることが多く、レストランのメニュー表などでもこの表記が見られる。
ヨーグルトを冷たい水で薄めてよく撹拌し、塩味をつけたアイラン (ayran) という冷たい飲み物も大変人気がある。ブルグールや雑穀から作られる甘酒のような低アルコール性発酵飲料ボザ (boza) は冬に好まれる。シェルベティ (Şerbeti) は香りの良い花やナッツ、果物のシロップを氷水で薄めた飲み物である。

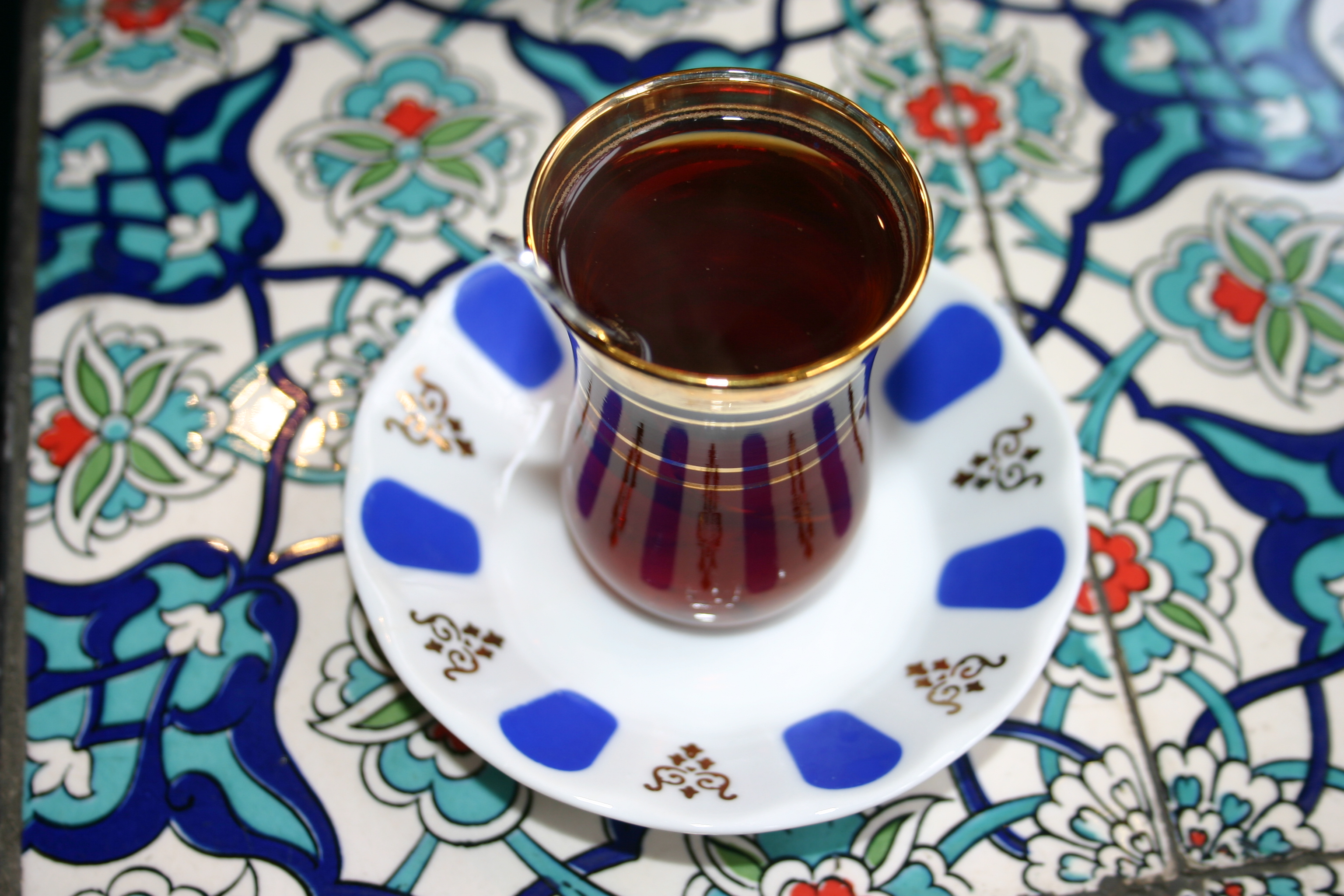
チャーイ
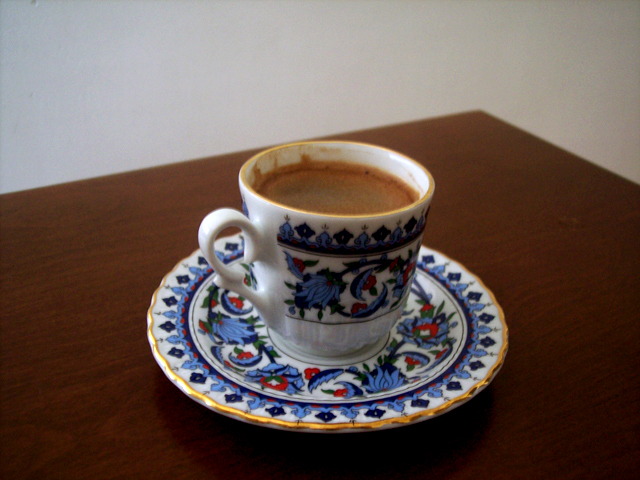
カフヴェ
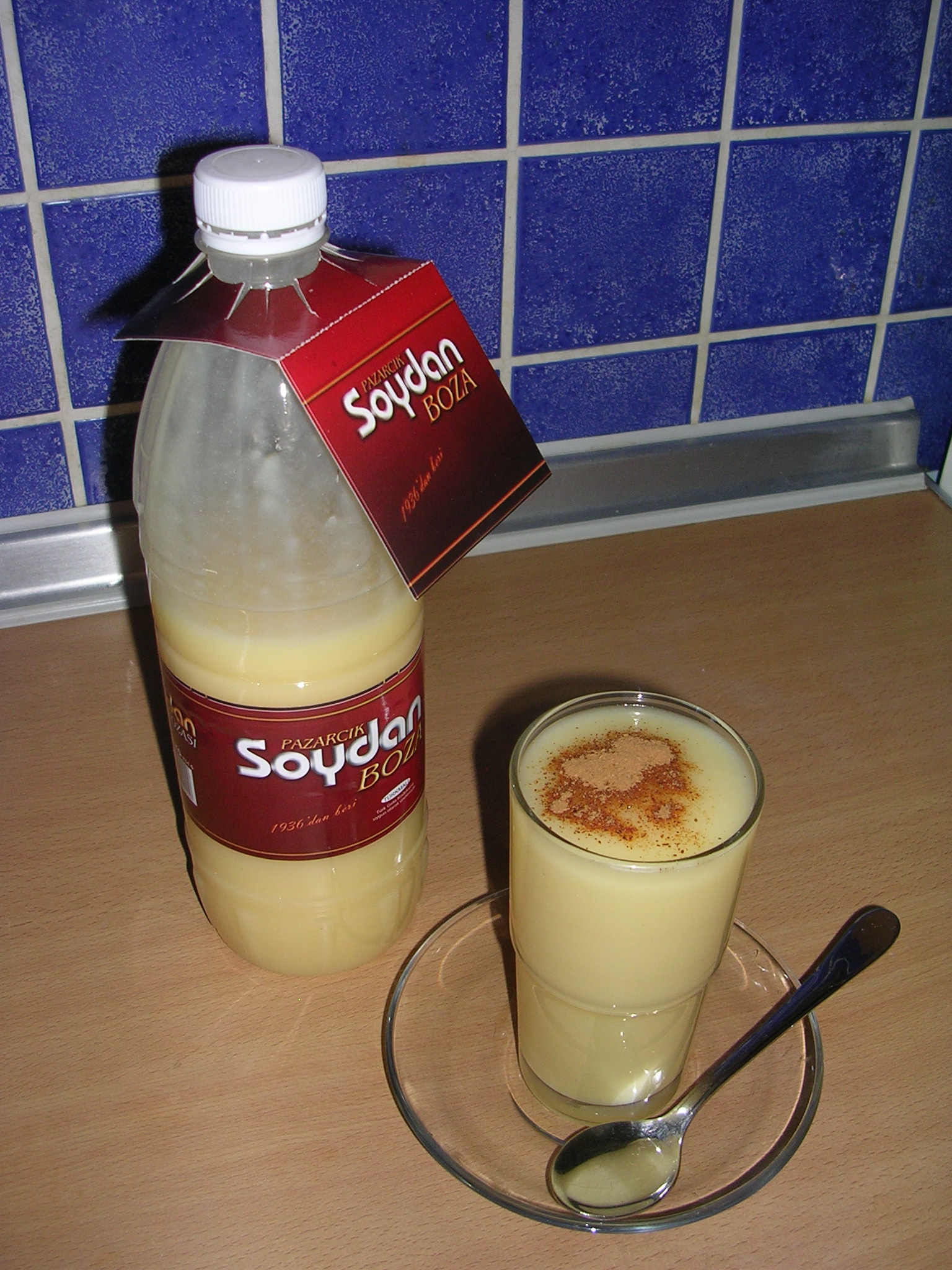
ボザ
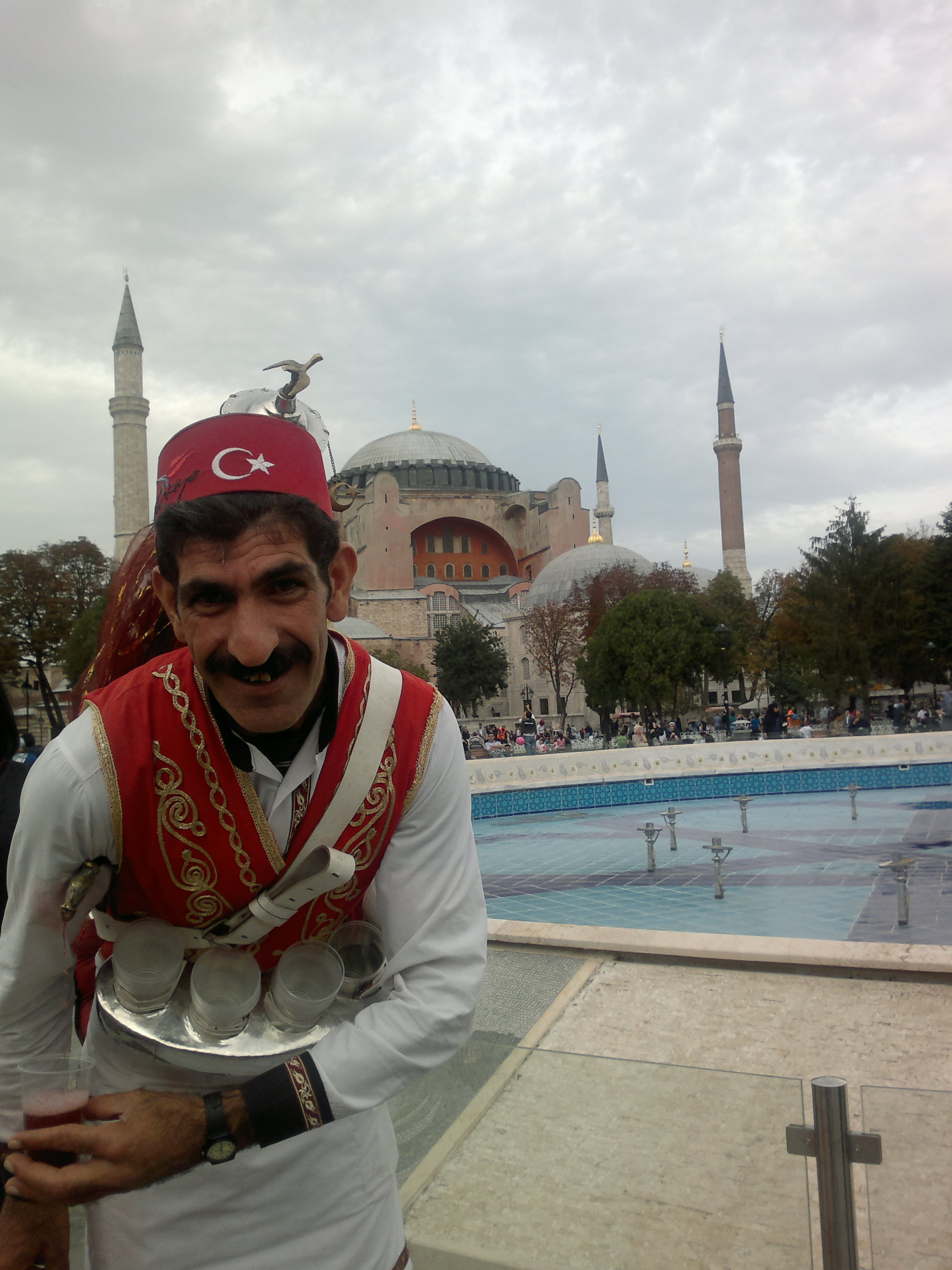
シェルベティ売り

## 飲食店
街角の料理屋（ロカンタ、lokanta）で出される定番メニューは、鶏がらの出汁をとったスープ（チョルバ、çorba）、米をバターで炒めてから肉の出汁で炊いたピラウ(pilav)、肉や野菜、卵を使った様々な煮込み料理などである。スープ類は多種多様であり、レンズ豆のスープ、メルジメク・チョルバス (mercimek çorbası) や、臓物のスープ、イシュケンベ・チョルバス (işkembe çorbası) などがある。ロカンタでは、パンは無料で食べ放題である。
飲食店に限らずトルコでは店舗の開店時刻が遅いが、ビョレク屋は一般に、朝食に間に合うように早朝に開店する場合が多い。また、一部のパン屋も早朝からイートイン形式で朝食を提供している場合もある。ヨーロッパ諸国とは異なり、日曜日でも比較的多くの店が開いている。

## 食事の作法
生活様式の洋風化以前は手を使って料理を食べていたが、スープやピラフ、コンポート、プディングを口に運ぶためのスプーンは古くから存在した。西洋式のテーブルマナーの普及に伴い、ナイフやフォークが使われるようになった。